# ORP Błyskawica
ORP Błyskawica – polski niszczyciel (według nazewnictwa okresu dwudziestolecia międzywojennego – kontrtorpedowiec), jeden z dwóch zbudowanych okrętów typu Grom, wprowadzony do służby w Marynarce Wojennej w 1937 roku. Uczestniczył w działaniach II wojny światowej od pierwszych do ostatnich dni walk w Europie, operując na Atlantyku, Morzu Północnym i Morzu Śródziemnym. Brał udział między innymi w kampanii norweskiej i ewakuacji Dunkierki, bitwie o Atlantyk, operacjach „Torch” i „Overlord” oraz bitwie pod Ushant. Działalność operacyjną u boku aliantów zakończył udziałem w operacji „Deadlight”. W maju 1946 został przejęty przez Royal Navy, pod polską banderę powrócił 1 lipca 1947 roku.
Po remoncie i przezbrojeniu powrócił do czynnej służby, pełniąc funkcję okrętu flagowego Marynarki Wojennej. Na jego pokładzie szkoliły się kadry polskiej floty. Po awarii kotłowni w 1967 roku uznano kolejny remont za nieopłacalny i od 1969 roku pozostawał w Świnoujściu jako stacjonarny okręt obrony przeciwlotniczej. Od 1 maja 1976 roku zacumowany jest w Porcie Gdynia jako okręt muzeum i okręt reprezentacyjny marynarki wojennej pozostający dalej w służbie. Jest najstarszym zachowanym niszczycielem na świecie. W 1987 roku został odznaczony Krzyżem Złotym Orderu Virtuti Militari, a w 2012 Medalem „Pro Memoria”.

## Zamówienie i budowa

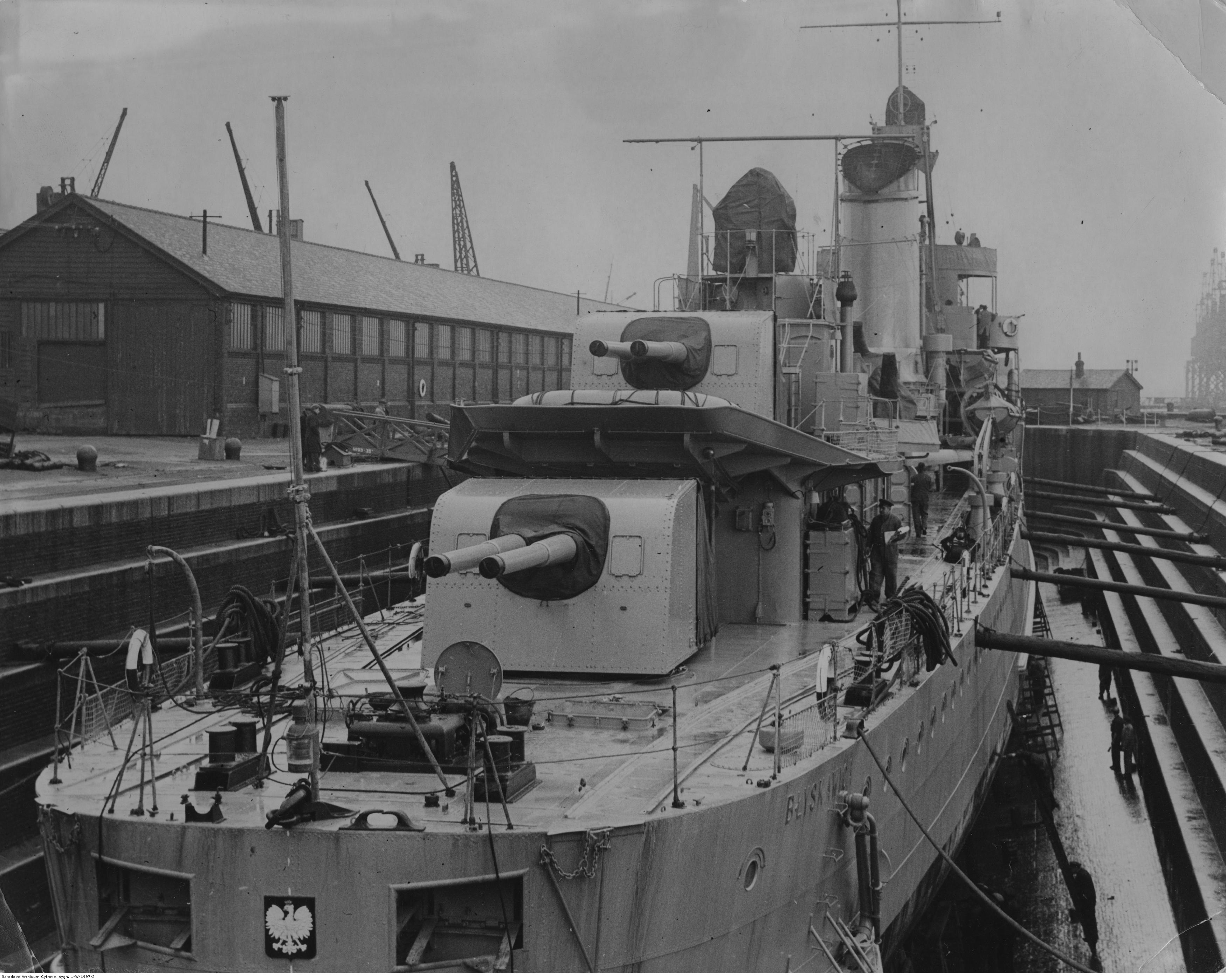
Prace wyposażeniowe na „Błyskawicy” w doku wykończeniowym w Southampton, listopad 1937 roku

Na przełomie lat 20. i 30. XX wieku Kierownictwo Marynarki Wojennej (KMW) czyniło starania dla pozyskania kolejnych, po „Wichrze” i „Burzy”, niszczycieli (zwanych wówczas kontrtorpedowcami). 24 listopada 1932 roku szef KMW kontradmirał Jerzy Świrski uzyskał po osobistej rozmowie z marszałkiem Piłsudskim jego ustną zgodę na powiększenie istniejącej floty. Jej efektem było rozpisanie w maju 1933 roku wśród stoczni francuskich przetargu na dostawę dwóch niszczycieli, a po jego fiasku, następnego w styczniu 1934 roku wśród stoczni szwedzkich, również zakończonego niepowodzeniem. W tym czasie wykrystalizowały się założenia taktyczno-techniczne dla planowanych okrętów, obejmujące między innymi zastosowanie jako głównego uzbrojenia artyleryjskiego dział Boforsa kal. 120 mm.
Trzeci przetarg, tym razem wśród stoczni brytyjskich, KMW ogłosiło w lipcu 1934 roku. 4 września komisja przetargowa ogłosiła zwycięstwo projektu stoczni John Thornycroft & Co. z Southampton, drugie miejsce przyznając planom zaprezentowanym przez przedsiębiorstwo J. Samuel White & Co z Cowes na wyspie Wight. Ponieważ jednak cena projektu Thornycrofta okazała się zbyt wygórowana, ostatecznie zdecydowano się przyjąć ofertę stoczni z Cowes, żądając wprowadzenia pewnych poprawek, wśród nich wzmocnienia uzbrojenia głównego, zgodnie z życzeniami strony polskiej. Umowę na dostawę dwóch niszczycieli: przyszłych „Groma” i „Błyskawicy”, zawarto 29 marca 1935 roku. Ze strony KMW umowę podpisał inżynier Mikołaj Berens. Ostateczne plany jednostek opracowano w maju tegoż roku.
Zgodnie z umową strona brytyjska gwarantowała dostarczenie drugiego okrętu (przyszłej „Błyskawicy”) w terminie 28 miesięcy od podpisania umowy. Stępkę pod jego budowę położono 1 października 1935 roku, pod numerem stoczniowym 1801. Były to największe okręty zbudowane w stoczni White’a do tej pory (poprzednio największym był lider „Kempenfelt”). Prace stoczniowe były ze strony polskiej nadzorowane przez specjalną komisję, której przewodniczył komandor inżynier Stanisław Rymszewicz. Decyzją szefa KMW z 3 maja 1936 roku dla drugiego niszczyciela przewidziano nazwę „Błyskawica”. Ceremonia wodowania odbyła się równo rok po rozpoczęciu budowy, 1 października 1936 roku o godzinie 11.55, a matką chrzestną okrętu została Cecylia Raczyńska, żona Edwarda Raczyńskiego, ówczesnego ambasadora RP w Londynie. Wśród gości honorowych byli między innymi: admirał William Wordsworth Fisher, hrabia George Jellicoe, sir Samuel Instone, główny konstruktor marynarki Stanley V. Goodall, zaś ze strony polskiej ambasador Raczyński, konsul generalny RP w Londynie Karol Poznański, komandor inżynier Aleksander Rylke.
Dalsze prace nad wykończeniem i wyposażeniem okrętu uległy niewielkiemu przedłużeniu, po części z winy strony polskiej, która w 1936 roku spóźniła się z dostawami (45 dni), a dalsze opóźnienie o 29 dni uznano za wynikające z siły wyższej. Formalne zakończenie budowy nastąpiło 1 października 1937 roku, próby morskie odbyły się we wrześniu i październiku. W ich przebiegu odnotowano kłopoty z wibracjami kadłuba, których usunięcie wymagało wymiany śrub, oraz dwukrotnie przepalenie opłomek w kotłach. 22 listopada przeprowadzono próbę prędkości, podczas której niszczyciel osiągnął 40,4 węzła.
Rozkazem Ministra Spraw Wojskowych, generała dywizji Tadeusza Kasprzyckiego, 25 listopada 1937 roku „Błyskawica” stała się okrętem Rzeczypospolitej Polskiej. Tego samego dnia, w Cowes, na niszczycielu została podniesiona biało-czerwona bandera. Następnego dnia okręt wypłynał do Polski, zawijając po drodze 26 listopada do Göteborga w celu pobrania amunicji i wydania przyjęcia dla szwedzkich oficerów, po czym pierwsza załoga, dowodzona przez komandora porucznika Tadeusza Podjazd-Morgensterna, doprowadziła okręt do Gdyni, gdzie 1 grudnia został uroczyście powitany przez „Wichra” w asyście dwóch trałowców.

## Opis konstrukcji

### Opis ogólny
„Błyskawica” była dużym niszczycielem (przez brytyjskich budowniczych określanym jako lider). Długość całkowita wynosiła 114 m, między pionami 108,8 m, a na konstrukcyjnej linii wodnej 111 m. Szerokość maksymalna wynosiła 11,3 m. Przy projektowanej wyporności normalnej 2144 ton średnie zanurzenie określone było na 3,3 m. Wyporność standardowa wynosiła 2011 ton angielskich (ts).
Napęd okrętu stanowiły dwa zespoły turbin parowych systemu Parsonsa, napędzających poprzez przekładnie mechaniczne dwa wały napędowe z trójłopatowymi śrubami. Parę przegrzaną dla turbin o temperaturze 331 °C dostarczały trzy kotły wodnorurkowe typu Admiralicji, trójwalczakowe, o łącznej powierzchni grzewczej 1222 m². Ciśnienie robocze wynosiło 26,2 at. Łączna moc układu napędowego, wynosząca 54 000 KM, zapewniała maksymalną prędkość 39,6 węzła, co przekraczało kontraktowe 39 węzłów. Zapas 350 ton mazutu pozwalał osiągnąć zasięg maksymalny 2000 mil morskich przy prędkości ekonomicznej 15 węzłów (według innego źródła 3573 mile morskie przy 15 węzłach, przy czym nie jest podany okres, którego dane te dotyczą). Do zasilania urządzeń pomocniczych służył dodatkowy kocioł parowy typu White Forster.

### Uzbrojenie
Pierwotne uzbrojenie obu niszczycieli typu Grom składało się z siedmiu armat Bofors wz. 36 L/50 kalibru 120 mm na jednym pojedynczym i trzech zdwojonych stanowiskach osłoniętych maskami przeciwodłamkowymi. Stanowisko pojedyncze umieszczone zostało na pokładzie dziobowym, podwójne zaś: jedno w superpozycji na nadbudówce dziobowej, jedno na pokładzie rufowym i jedno na nadbudówce rufowej, także w superpozycji. Umieszczenie zdwojonego stanowiska na nadbudówce dziobowej, ponad pojedynczym, chroniło je przed zalewaniem przez fale i pozwalało na jego użycie nawet przy wzburzonym morzu, ale powodowało problemy ze statecznością. Kąt podniesienia lufy wynosił od -10° do +30°, a maksymalna donośność 19 500 m. Strzelały one nabojami zespolonymi z pociskami o masie 22,7–24 kg. Cztery komory amunicyjne dla każdego stanowiska dział głównych znajdowały się pod nimi w dolnej części kadłuba i mieściły po 150 naboi bojowych na działo, a nadto 176 oświetlających i 147 ćwiczebnych. Z komór amunicyjnych amunicję dostarczały podnośniki amunicyjne za stanowisko każdego z dział. Przy działach znajdowały się podręczne parki amunicyjne mieszczące po 30 naboi: dla stanowisk dział nr 1, 2, 3 po dwa parki po 15 naboi a dla stanowiska nr 4 trzy parki po 10 naboi. Parki amunicyjne dział 120 mm zdjęto później w Anglii, z wyjątkiem jednego rufowego na 10 naboi, w trakcie zmian mających poprawić stateczność. Po przezbrojeniu zainstalowano parki na 24 naboje na każde działo, zachowane na okręcie-muzeum.
Uzbrojenie przeciwlotnicze stanowiły cztery działa automatyczne Bofors 1936 L/60 kal. 40 mm na stabilizowanych poprzecznie zdwojonych podstawach, umieszczone na specjalnych postumentach w osi symetrii kadłuba, pomiędzy kominem a przednim aparatem torpedowym i pomiędzy aparatami torpedowymi. Uzupełniały je cztery zdwojone najcięższe karabiny maszynowe Hotchkiss wz. 30 kal. 13,2 mm, na stanowiskach na bocznych sponsonach pomostu bojowego i nadbudówki rufowej. Ponadto na okręcie znajdowały się cztery karabiny maszynowe wz. 08 Maxim kalibru 7,92 mm, ustawiane w razie potrzeby na podstawach trójnożnych, oraz dwa ręczne karabiny maszynowe wz. 28 Browning tego kalibru, ustawiane na mostku. Uzbrojenie torpedowe składało się z dwóch potrójnych aparatów kal. 550 mm z reduktorami dla torped kal. 533 mm. Do zwalczania okrętów podwodnych służyły dwie zrzutnie bomb głębinowych w tunelach podpokładowych na rufie, po bokach maszyny sterowej. Zapas wynosił po 10 bomb na każdej z wyrzutni oraz 10 bomb zapasowych. Wbrew informacjom spotykanym w publikacjach, przed wojną okręty nie miały miotaczy bomb głębinowych. Na pokładzie rufowym znajdowały się tory minowe dla 44 min morskich wz. 08.

### Wyposażenie
Centrum dowodzenia okrętu znajdowało się na opływowo ukształtowanej, podwyższonej nadbudówce dziobowej. Na nadbudówce znajdował się otwarty pomost bojowy, a poniżej niego sterówka z dużą liczbą okien. Kabina nawigacyjna znajdowała się za sterówką. Na tym samym poziomie za kabiną nawigacyjną znajdowała się centrala artyleryjska. Na życzenie strony polskiej pomieszczenia oficerskie umieszczono w dolnej części przedniej nadbudówki. Ułatwiało to zajmowanie stanowisk w sytuacjach alarmowych. Na innych okrętach zwyczajowo takie pomieszczenia znajdowały się na rufie. Na brytyjskich niszczycielach zastosowano to rozwiązanie dopiero w typie R z 1941 roku.
Projekt przedwojennego systemu kierowania ogniem dla kontrtorpedowców typu Grom przygotowały Polskie Zakłady Optyczne S.A. Obejmował dalmierz główny (4-metrowy z wysokościomierzem) i miernik kąta kursowego na pomoście dowodzenia na nadbudówce dziobowej, dalmierz rufowy na nadbudówce rufowej i centralę artyleryjską z kalkulatorem (z tyłu nadbudówki rufowej, poniżej pomostu bojowego a za kabiną nawigacyjną). Na czterech stanowiskach artylerii głównej, dwóch stanowiskach artylerii przeciwlotniczej i dwóch stanowiskach reflektorów przewidziano przekaźniki tego systemu, np. przy każdym stanowisku artylerii dział głównego kalibru: klakson, odbiornik trójsilnikowy kręgu (typ OS3), odbiornik dwusilnikowy odchylenia (typ OS2), odbiornik dwusilnikowy celownika (typ OS2), odbiornik jednosilnikowy komend (typ OW1), dzwonek, lampka sygnałowa, skrzynka S.o. i skrzynka rozdzielcza R (zależnie od stanowiska oznaczone od R6 do R8). Umowa Nr 847/34 między polską MW a integratorem systemu PZO S.A., na same urządzenia bez okablowania opiewała na 1 084 991,00 zł dla dwóch kontrtorpedowców.
Z powyższym systemem kierowania ogniem artylerii zintegrowany był układ sterowania strzelaniem torpedowym. Projekt przygotowały także Polskie Zakłady Optyczne S.A. Główne elementy układu znajdowały się na nawigacyjnych pomostach po bokach nadbudówki dziobowej. Zdalne przekaźniki stanowiska kierowania wyrzutniami znajdowały się przy zewnętrznych obudowach pomostów (tam gdzie obecnie działa 37 mm) a obok nich urządzenia kąta strzału w postaci kolumienek, na których umieszczone były lunetki na celowniku torpedowym. Układ przekazywał dane na wyrzutnie torped już z wypracowanym kątem strzału. Układ uznawano za prostszy i skuteczny niż na okrętach typu Wicher, np. możliwy do natychmiastowego użycia nawet przez standardową obsadę wachty, zaś stanowiska celownicze na wyrzutniach torped uważano w związku z tym za potrzebne do użycia jedynie w sytuacjach awaryjnych.
Na okręcie muzeum ORP „Błyskawica” zachowała się niemal kompletna zabytkowa centrala artyleryjska produkcji brytyjskiej z okresu II wojny światowej, która była używana także w okresie powojennym. Jest to unikatowy zabytek techniki. W skład zestawu wchodzi konżugator (kalkulator) morski typu FCB (Fire Control Box), współpracujący z konżugatorem przeciwlotniczym FKC (Fuze Keeping Clock). Całość wspomagał żyrostabilizator artyleryjski RCU (Roll Corrector Unit). W układzie tym pracował także brytyjski dalocelownik Mark V, zachowany w niemal niezmienionym stanie po dziś dzień, choć wymieniono na nim dalmierz na rosyjski. Zachowany jest także kompletny zestaw No. 6 dział Bofors 1936 L/60 kal. 40 mm z pierwotnego uzbrojenia okrętu, ustawiony na zejściówce do maszynowni na śródokręciu.
Według projektu załoga liczyła 192 oficerów, podoficerów i marynarzy. W toku służby liczebność załogi się zmieniała.

## Modernizacje

### Okres przedwojenny i II wojna światowa

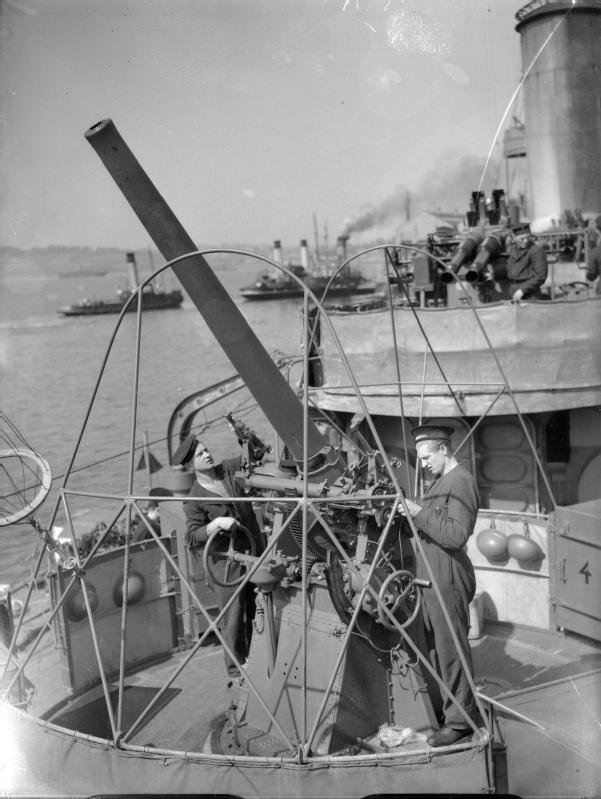
Armata przeciwlotnicza 76 mm na „Błyskawicy”, na drugim planie stanowisko dział 40 mm Boforsa, 1940 rok

Jeszcze przed sierpniem 1938 roku po obu stronach maski rufowych dział kal. 120 mm (stanowiska nr 3 licząc od dziobu), zainstalowano tzw. zegar artyleryjski, służący do przekazywania danych ogniowych sąsiedniemu okrętowi w szyku. Usunięto je dopiero po kampanii norweskiej. Jesienią 1938 roku duże prostokątne wycięcia na łapy kotwic na burtach pod pokładem dziobowym zamieniono na „Błyskawicy” na mniejsze wnęki, lepiej dopasowane do kształtu kotwic („Grom” pozostał z oryginalnymi wycięciami, co odróżniało od siebie oba okręty). Kolejne modernizacje okrętu przeprowadzono już w trakcie działań wojennych, w Wielkiej Brytanii. Miesiąc służby na Oceanie Atlantyckim wykazał niezadowalającą stateczność „Groma” i „Błyskawicy”. W związku z tym, w październiku 1939 roku w stoczni w Plymouth usunięto z obu bliźniaczych niszczycieli zbędne ciężary (po około 56 ton) umieszczone wysoko ponad linią wodną, jak: kołpak z komina, pokładówkę z rufowym reflektorem, łodzie wiosłowe z pokładówki ponad siłownią i bomy do ich obsługi. Ciężki maszt przedni o kratownicowej podstawie zastąpiono lżejszym palowym, usuwając jednocześnie znajdującą się na nim platformę dziobowego reflektora. W styczniu 1940 roku „Błyskawica” utraciła prawą kotwicę, po czym zastąpiono ją przez nieco mniejszą brytyjską innego kształtu, niepasującą do wycięcia w burcie (na przełomie lat 50/60. przełożoną na lewą burtę). Podczas kolejnego postoju w stoczni, w Chatham od 31 stycznia do 9 lutego 1940 roku, na „Błyskawicy” założono instalację demagnetyzacyjną. Kabel był zamontowany początkowo w korytkach na burtach lub na pokładzie.
Po kampanii norweskiej, między 11 czerwca a 12 sierpnia 1940 roku w Cowes i Southampton dokonano częściowego przezbrojenia okrętu, analogicznie do niszczycieli brytyjskich. W miejsce zdjętego rufowego aparatu torpedowego z trzema wyrzutniami zamontowano działo przeciwlotnicze 20 cwt kal. 76 mm (w starszej literaturze można znaleźć błędne informacje, że była to armata kalibru 102 mm). Wśród członków załogi zyskało popularną nazwę „Berta”. Prawdopodobnie zastosowano działo Mk II na podstawie Mk III, lecz nie jest to pewne. Zamiast dotychczasowych szumonamierników zainstalowano skuteczniejszy sonar (asdic, prawdopodobnie model 127 lub 128). Wzmocniono uzbrojenie przeciwpodwodne, dodając na rufie pokładową zrzutnię na cztery bomby głębinowe oraz dwa burtowe miotacze bomb głębinowych typu Thornycroft Mk II z czterema stojakami na bomby zapasowe. Karabiny maszynowe wz. 08 i wz. 28 zastąpiono przez cztery karabiny maszynowe Lewis kal. 7,7 mm – dwa podwójnie sprzężone, po prawej stronie pomostu bojowego i na trójnogu na rufie. Z uwagi na montaż miotaczy bomb głębinowych wycięto fragment torów minowych.
W trakcie kolejnego remontu, który przeprowadzono pomiędzy grudniem 1940 a lutym 1941 roku, po uszkodzeniach odniesionych w atlantyckim sztormie, „Błyskawica” otrzymała pierwszy radar dozoru nawodnego, prawdopodobnie typu 286 z nieruchomą anteną na maszcie. 20 czerwca 1941 roku niszczyciel powrócił do swojej macierzystej stoczni w Cowes, gdzie do 2 listopada poddano go wymianie uzbrojenia głównego: w miejsce armat Boforsa kal. 120 mm zainstalowano osiem dział uniwersalnych Mk XVI kal. 102 mm na czterech zdwojonych podstawach Mk XIX. Zdemontowano pojedynczą armatę przeciwlotniczą, montując na powrót potrójny aparat torpedowy. Zrzutnię na cztery bomby głębinowe na rufie zamieniono na dwie zrzutnie na sześć bomb, a dwa burtowe miotacze bomb głębinowych typu Thornycroft Mk II zamieniono na cztery typu Mk IV. Dodano radar artyleryjski typu 285 sprzężony z dalocelownikiem Mk V. Zmodyfikowano radar główny do typu 286P, z obracalną anteną jak w typie 291. Podczas remontu ukończonego w lipcu 1942 roku zamieniono maszt palowy na trójnożny, co prawdopodobnie było związane z jego uszkodzeniem podczas nalotu 28 kwietnia na Cowes. Zmiany spowodowały spadek prędkości maksymalnej o około 2 do 3 węzłów oraz pogorszenie stateczności okrętu.
Podczas remontu generalnego między 8 czerwca a 22 listopada 1943 roku między innymi usunięto podpokładowe zrzutnie bomb głębinowych i zaślepiono ich furty rufowe, wyposażenie elektroniczne uzupełniono zaś o system rozpoznawczy „swój-obcy” typu 252 z antenami na maszcie. Zamiast dotychczasowych przeciwlotniczych karabinów maszynowych Hotchkiss zainstalowano cztery działka automatyczne Oerlikon kal. 20 mm: na sponsonach rufowej nadbudówki w miejsce usuniętych stanowisk nkm-ów oraz na skrzydłach pomostu dowodzenia, o poziom poniżej od dotychczasowych sponsonów, które usunięto. Usunięto także dalmierz z nadbudówki rufowej. Podczas remontu po kolizji między lutym a kwietniem 1944 roku na nadbudówce rufowej zamontowano radar decymetrowy typu 272 w obudowie typu „latarnia morska”, z antenami systemu identyfikacji swój–obcy typu 244. Kolejny remont generalny, przeprowadzany w Cowes między 6 lutego a 4 lipca 1945 roku, przyniósł między innymi wyposażenie „Błyskawicy” w nowoczesny radar typu 293 na maszcie zamiast radaru typu 272 na nadbudówce rufowej, oraz system rozpoznawczy swój-obcy typu 242. Dla poprawienia stateczności zdemontowano dotychczasowe dwa potrójne aparaty torpedowe, instalując jeden brytyjski poczwórny na miejscu rufowego. Wbrew części źródeł, nie usunięto karabinów maszynowych Lewis, przesuwając jedynie lewoburtowe stanowisko do tyłu. Reflektory z mostka przeniesiono niżej, na skrzydła nadbudówki. W takiej konfiguracji, z ośmioma działami uniwersalnymi Mk XVI kal. 102 mm, czterema automatycznymi Bofors kal. 40 mm i czterema Oerlikon kal. 20 mm oraz poczwórną wyrzutnią torpedową kal. 533 mm, polski niszczyciel służył w ostatnich dniach działań wojennych.
W okresie przedwojennym „Błyskawica” była pomalowana zgodnie z ówczesnymi przepisami w całości na kolor szary, bez dokładnie określonego odcienia. Prawdopodobnie burty i powierzchnie pionowe były jaśniejsze, a metalowe pokłady o odcień ciemniejsze. „Błyskawica” nie otrzymała już znaku burtowego, z którego zrezygnowano latem 1937 roku, aczkolwiek przewidziano dla niej litery: „BŁ”. Na rufie była nazwa okrętu. Po przejściu do Wielkiej Brytanii otrzymała malowany czarnymi znakami na burcie na wysokości pomostu dowodzenia oraz na rufie brytyjski znak taktyczny (pennant number) H34. W trakcie pierwszego remontu między 22 a 25 września 1939 roku została przemalowana na kolor jasnoszary, stosowany na brytyjskich niszczycielach. W okresie kampanii norweskiej powyżej linii wodnej na dziobie namalowano białozielone plamy, imitujące odkosy fal dziobowych, mające wprowadzać ewentualnego przeciwnika w błąd w ocenie prędkości okrętu. Po zakończeniu remontu połączonego z przezbrojeniem, w drugiej połowie 1941 roku, niszczyciel otrzymał kamuflaż według schematu Admiralty Light Disruptive, z wszystkimi powierzchniami pionowymi pomalowanymi w geometryczne plamy w kolorach jasnoszarym, szaroniebieskozielonym i jasnoszarozielonym. Pokłady były pomalowane morskim odcieniem koloru szaroniebieskiego. Po kolejnym pobycie w stoczni w 1942 roku „Błyskawica” została przemalowana według schematu Admiralty Dark Disruptive, z plamami w kolorach: jasnoszarym, szaroniebieskim i ciemnoszaroniebieskim. Odcienie poszczególnych kolorów zmieniały się nieco w trakcie ich odnawiania w toku służby. W 1944 roku zmieniono układ plam kamuflażu, pozostając przy zbliżonych kolorach, po czym w maju tegoż roku zastosowano schemat Admiralty Light Disruptive for JKN destroyers, w którym powierzchnie pionowe malowano czterema kolorami: jasnoszarym, szaroniebieskim, szarozielonym oraz ciemnoszarogranatowym. Już po zakończeniu działań wojennych okręt został pomalowany na jednolity kolor jasnoszary.

### Lata powojenne

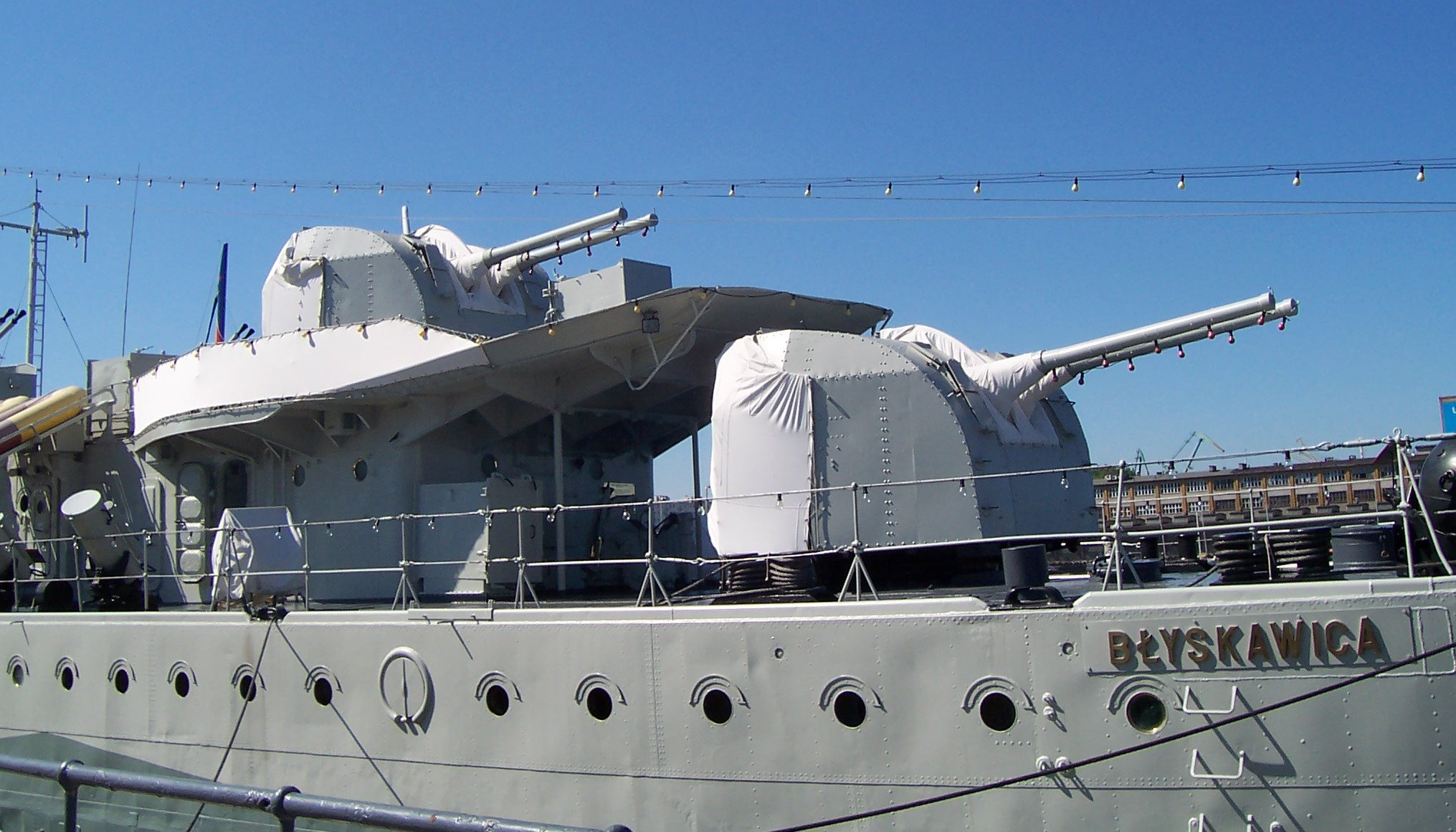
Rufowe działa 100 mm P-2-100, wygląd współczesny

Po uzgodnieniu zwrotu „Błyskawicy” odbudowywanej Marynarce Wojennej w kraju, Brytyjczycy usunęli z jej pokładu najnowocześniejsze wyposażenie elektroniczne, w tym radar typu 293 oraz elementy systemu rozpoznawczego „swój-obcy”, pozostawiając jedynie sprzęt, który był znany w bloku wschodnim poprzez dostawy lend-lease: radary typów 291 i 285 oraz ASDIC. Ponieważ zapas amunicji artyleryjskiej był niewielki (na pokładzie okrętu znajdowało się po 160 pocisków na działo kal. 102 mm, 58 bomb głębinowych Mk VII oraz cztery torpedy Mk IX) i nie istniały możliwości jego powiększenia, dowództwo Marynarki Wojennej rozpoczęło uzgodnienia ze Związkiem Radzieckim w sprawie wymiany systemów uzbrojenia. Decyzja co do przezbrojenia niszczyciela zapadła w marcu, a szczegółowy harmonogram prac ustalono w lipcu 1950 roku. Prace przeprowadzono w zimie z 1951 na 1952 rok. Lufy armat uniwersalnych kal. 102 mm zastąpiono radzieckimi typu B-24 kal. 100 mm (polskie oznaczenie systemu P-2-100), pozostawiając dotychczasowe podstawy i maski ochronne. Przy szybkostrzelności 12 strzałów na minutę miały donośność maksymalną 110 kabli i skuteczną 75 kabli oraz pułap 12 000 m. Zdjęto wszystkie małokalibrowe działa przeciwlotnicze kal. 40 i 20 mm, w zamian instalując radzieckie kal. 37 mm: dwa pojedyncze typu 70-K na skrzydłach pomostu bojowego oraz cztery zdwojone podstawy typu W-11 w miejsce Boforsów i rufowych Oerlikonów. Poczwórny aparat torpedowy zastąpiono potrójnym dla radzieckich torped typów 53-38 i 53-39. Zamiast miotaczy bomb głębinowych Thornycroft zamontowano radzieckie typu BMB-2. Pozostawiono brytyjskie radary, asdic oraz wyposażenie radiowe. Po modyfikacjach wyporność standardowa „Błyskawicy” wynosiła 2680 ton, pełna 2830 ton, prędkość maksymalna 32,8 węzła, ekonomiczna 14,8 węzła.
Podczas kolejnego długiego, trwającego cztery lata (1957–1961) pobytu w stoczniach im. Komuny Paryskiej oraz Marynarki Wojennej w Gdyni, poza remontem kapitalnym kadłuba, mechanizmów i urządzeń okrętowych, zainstalowano w miejsce dotychczas użytkowanego sprzętu brytyjskiego, którego sprawność z powodu braku części zamiennych była problematyczna, radziecką stację hydrolokacyjną Tamir-11 oraz radiolokacyjne Rif (obserwacji ogólnej) i Gjuis-1M4 (obserwacji powietrznej), a także system rozpoznawczy „swój-obcy” typu Kremnij-2. W związku z zaprzestaniem wytwarzania w Związku Radzieckim amunicji kal. 100 mm do dział typu B-24, zmodyfikowano 4000 jednostek amunicji do dział tegoż kalibru typu B-34U. Wymagało to udziału materiałowego strony radzieckiej, która wyceniła go później na 250 tysięcy rubli transferowych. Po tragicznym wypadku w kotłowni „Błyskawicy” 9 sierpnia 1967 roku, niszczyciel pozostał unieruchomiony. W 1969 roku przeklasyfikowano go na okręt obrony przeciwlotniczej i przeholowano do Świnoujścia, a następnie do szczecińskiej stoczni „Gryfia”, gdzie przebudowano pomieszczenia mieszkalne dla zmniejszonej załogi. Następna przebudowa wiązała się już z przystosowaniem „Błyskawicy” do pełnienia roli okrętu muzeum.
Powojenne malowanie okrętu zbliżone było do wzorów stosowanych na jednostkach radzieckich: z powierzchniami pionowymi w kolorze średniojasnoszarym, zaś pokładami w pierwszym okresie służby ceglastobrązowymi, a w latach 60. średnioszarymi, w odcieniu nieco ciemniejszym od burt. Znak taktyczny („51”, następnie „271”) był biały z czarnym cieniem. W podobnym malowaniu, bez numeru burtowego, „Błyskawica” była eksponowana do lat 90., gdy rozpoczęto stosowanie barwnych kamuflaży według schematów zbliżonych do wojennych.

## Przebieg służby

### Okres przedwojenny i plan Peking

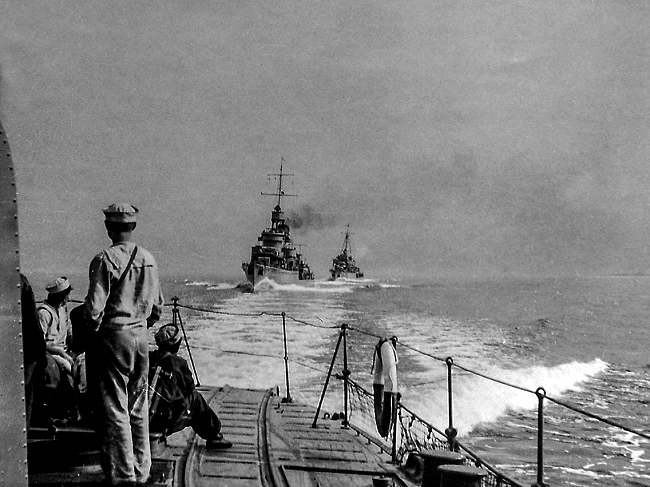
Widok z rufy „Błyskawicy” na „Groma” i „Burzę” w drodze do Wielkiej Brytanii

4 stycznia 1938 roku nowym dowódcą „Błyskawicy” został komandor podporucznik Włodzimierz Kodrębski, tegoż dnia zakończono kompletowanie załogi. Początkowo niszczyciel pozostawał w I rezerwie, trwały na nim prace wykończeniowe, między innymi instalowano przyrządy kierowania ogniem produkcji Polskich Zakładów Optycznych. Włączony w skład Dywizjonu Kontrtorpedowców okręt rozpoczął kampanię morską 15 lutego tegoż roku, uczestnicząc w ćwiczeniach zespołowych i prowadząc intensywne szkolenia załogi, przerwane jedynie kurtuazyjną wizytą, którą w dniach od 23 do 25 sierpnia „Błyskawica” wraz z „Gromem” złożyły w Kopenhadze. Między 1 października a 24 listopada okręt przeszedł remont z przeglądem gwarancyjnym w Warsztatach Portowych Marynarki Wojennej. Nocą z 18 na 19 marca 1939 roku cały Dywizjon Kontrtorpedowców został postawiony w stan podwyższonej gotowości w związku z aneksją okręgu Kłajpedy przez III Rzeszę. W dniach od 1 do 8 maja „Błyskawica” została poddana przeglądowi dokowemu w stoczni gdyńskiej, a po powrocie do linii, 9 maja swoją flagę podniósł na niej dowódca Dywizjonu Kontrtorpedowców, komandor porucznik Roman Stankiewicz. Zgodnie z przyjętymi w 1939 roku procedurami mobilizacyjnymi, przebywając w kampanii morskiej pozostawała w stanie stałej gotowości bojowej: obsady dział znajdowały się w pogotowiu, postoje okrętu i wyjścia członków załogi na ląd były ograniczone. W toku Dni Morza na przełomie czerwca i lipca 1939 roku niszczyciele zostały udostępnione w Gdyni dla publiczności i „Błyskawicę” odwiedziło ponad 3000 ludzi.
W maju 1939 roku kontradmirał Świrski zwrócił się do marszałka Edwarda Śmigłego-Rydza z projektem odesłania Dywizjonu Kontrtorpedowców do Wielkiej Brytanii w razie nieuniknionej wojny z III Rzeszą. W tym samym miesiącu rozpoczęły się w Warszawie polsko-brytyjskie rozmowy sztabowe, których jeden dzień został poświęcony sprawom morskim. Strona brytyjska przedstawiła wówczas możliwość korzystania z własnych baz przez polskie okręty. Uzyskała ona wstępną akceptację Generalnego Inspektora Sił Zbrojnych i Sztabu Głównego, z zastrzeżeniem pozostawienia wystarczających sił do obrony Wybrzeża. W sierpniu kontradmirał Świrski ponownie zaczął zabiegać u marszałka Śmigłego-Rydza o zgodę na wysłanie okrętów, uzyskał ją ostatecznie między innymi dzięki naciskom Brytyjczyków: attaché morskiego komandora Erica Lloyda Whartona oraz szefa brytyjskiej Misji Wojskowej w Polsce, generała Adriana Carton de Wiarta.
30 sierpnia około południa, po wyrażeniu zgody przez marszałka Śmigłego-Rydza, Dowództwo Floty otrzymało radiowy sygnał o rozpoczęciu operacji oznaczonej kryptonimem „Peking”. Potwierdził go rozkazem 1000/spec. kontradmirał Józef Unrug. Dowódca Dywizjonu Kontrtorpedowców, komandor Stankiewicz, otrzymał go o 12.50, po czym na „Błyskawicy” odbyła się jego narada z dowódcami trzech (także „Groma” i „Burzy”) wyznaczonych do wypłynięcia niszczycieli. Okręty odkotwiczyły o 14.15 i w szyku torowym, z „Błyskawicą” jako prowadzącą, odpłynęły w kierunku Helu, a po jego minięciu w stronę Bornholmu. Informację o ich wyjściu w morze przechwycił niemiecki nasłuch radiowy, zostały również, jeszcze 30 sierpnia, kilkakrotnie wykryte przez niemieckie jednostki (w tym okręt podwodny U-31) oraz samoloty He 59 z Kü.Fl.Gr. 506 (Küstenfliegergruppe – dywizjon lotnictwa obrony wybrzeża). W nocy polski zespół był śledzony przez trzy niemieckie niszczyciele, a następnie krążownik lekki „Königsberg” i jego eskortę. 31 sierpnia Dywizjon Kontrtorpedowców przeszedł Kattegat, zauważony w drodze przez dwa U-Booty, a po południu wykryty ponownie przez łodzie latające, najprawdopodobniej Do 18 z Kü.Fl.Gr. 306. 1 września o 9.25 rano na polskich okrętach odebrano radiowy komunikat o rozpoczęciu działań wojennych. Około godz. 13 nastąpiło spotkanie z brytyjskimi niszczycielami „Wanderer” i „Wallace”, które doprowadziły polski zespół do Leith, po czym w nocy przeszedł on do Rosyth. Przebywały tam początkowo na zasadzie „przyjaznego internowania” (formalnie potraktowano je nie jak jednostki strony wojującej, lecz odbywające wizytę kurtuazyjną) do 3 września – dnia przyłączenia się Wielkiej Brytanii do działań wojennych.

### Atlantyk i Morze Północne 1939–1940

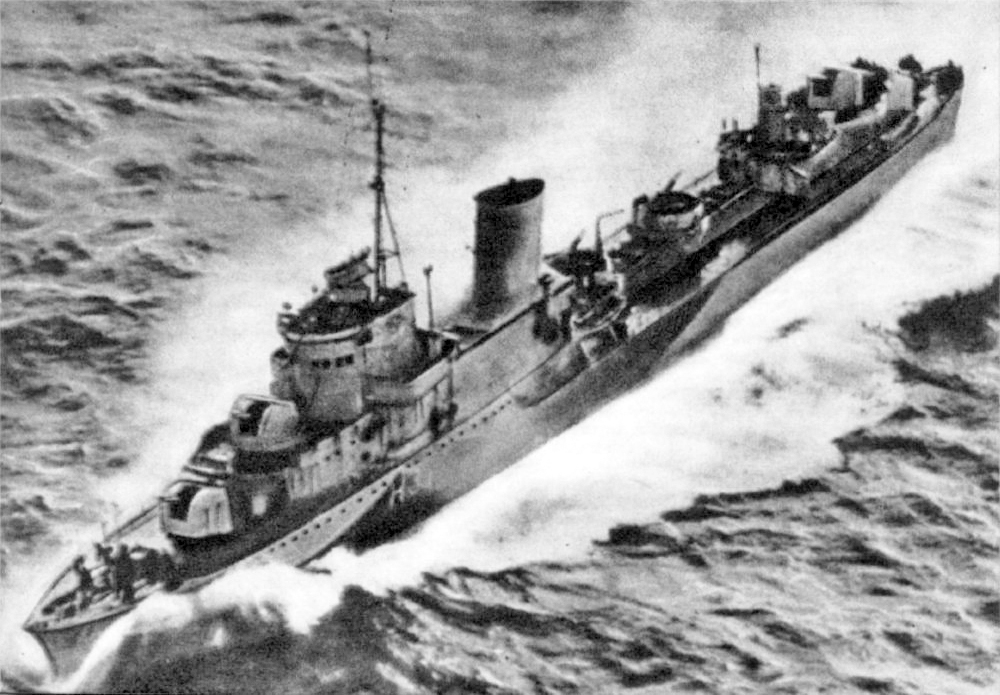
„Błyskawica” na Atlantyku (po maju 1944 roku – widoczny radar typ 272 na nadbudówce rufowej)

3 września 1939 roku komandor Stankiewicz zgłosił brytyjskiej Admiralicji gotowość polskich okrętów do podjęcia działań wspólnie z Royal Navy. Polskie niszczyciele otrzymały brytyjskie numery taktyczne – „Błyskawica” – H34. Zaokrętowano brytyjskich oficerów łącznikowych, sygnalistów, radiooperatorów i szyfrantów. 6 września dywizjon otrzymał rozkaz przejścia wokół Szkocji i przez Morze Irlandzkie do Devonport, gdzie miały zostać podporządkowane dowódcy Western Approaches, admirałowi Martinowi Dunbar Nasmithowi. Następnego dnia obserwatorzy na „Błyskawicy” zaobserwowali obiekt, rozpoznany jako U-Boot (prawdopodobnie mylnie, gdyż jedyny znajdujący się w tym rejonie U-Boot U-27 nie meldował o żadnym ataku). Niszczyciele przeprowadziły nieskoordynowany atak zespołowy, raportując błędnie prawdopodobne zniszczenie przeciwnika. Kolejny bezskuteczny atak na wykryty przez patrolujący samolot okręt podwodny przeprowadziły obie jednostki typu Grom 10 września (ponownie jednak brak jest potwierdzenia, żeby któryś niemiecki U-Boot był celem ataku). 13 września „Błyskawica” otrzymała rozkaz przejścia do Liverpoolu, skąd 18 września wypłynęła w eskorcie statku „Clan Menzies” z materiałami wojennymi dla Polski, które miały być dostarczone przez Rumunię. 22 września, w Gibraltarze rejs został jednak przerwany z powodu pogorszenia położenia Polski po radzieckiej agresji i cofnięcia zgody Rumunii na przeładunek, po czym 26 września polski niszczyciel wyruszył w drogę powrotną do Wielkiej Brytanii w eskorcie konwoju HG-1. Pierwsze doświadczenia z działań na Oceanie Atlantyckim wykazały, że najnowsze polskie niszczyciele mają spore problemy ze statecznością, co spowodowało skierowanie je w październiku do stoczni celem usunięcia ciężarów położonych wysoko ponad linią wodną. Na czas remontu i pierwszych działań po jego zakończeniu obowiązki dowódcy „Błyskawicy” pełnił kapitan marynarki Tadeusz Gorazdowski. Od 22 października polski dywizjon poszukiwał przez krótki czas okrętów podwodnych na Morzu Irlandzkim, operując z Plymouth, po czym 30 października został przebazowany do Harwich, skąd miał operować na Morzu Północnym w składzie 22. Flotylli Niszczycieli. 7 listopada w rejonie Dogger Bank „Błyskawica” i „Grom” zostały niecelnie zaatakowane torpedami przez dwa niemieckie wodnosamoloty He 115, przy czym jedna z torped przeszła blisko „Błyskawicy”.
1 listopada mający poważne problemy zdrowotne komandor Kodrębski został zastąpiony na stanowisku dowódcy okrętu przez komandora podporucznika Jerzego Umeckiego. 17 listopada okręt był wizytowany przez Naczelnego Wodza, generała Władysława Sikorskiego. W tym samym miesiącu załoga niszczyciela dwukrotnie ratowała załogi zatopionych na minach statków: japońskiego „Terukuni Maru” (21 listopada) oraz brytyjskiego „Sheaf Crest” (30 listopada). W grudniu okręty zmieniły podległość na 1. Flotyllę Niszczycieli (z niszczycielami typu G). 15 i 17 grudnia „Błyskawica” osłaniała stawianie zagród minowych w okolicy Emden. Kolejne tygodnie upływały na prowadzeniu patroli w oparciu o bazę w Harwich. W ich trakcie, 16 stycznia 1940 roku wysłano oddział pryzowy na łotewski statek „Rasma” dla sprawdzenia, czy nie wiezie kontrabandy do Niemiec, a następnie doprowadzono go do Ramsgate. Z uwagi na sztorm, oddział pryzowy pozostawiono na jakiś czas samodzielnie na statku bez asysty niszczyciela, co było jednym ze zdarzeń podkopujących zaufanie załogi do dowódcy kmdra ppor. Umeckiego. Podczas powrotu doszło 17 stycznia do incydentu podczas kotwiczenia na płyciźnie Downs, gdy okręt zerwał się z kotwicy, którą utracono. W drugiej połowie stycznia oficerowie „Błyskawicy” oskarżyli nowego dowódcę okrętu o nieudolność i błędy. Efektem tego „buntu” były zmiany kadrowe w obsadzie okrętu: występujący przeciwko dowódcy jego zastępca, kapitan Gorazdowski jeszcze 17 stycznia został przeniesiony na okręt-bazę „Gdynia”, lecz po raporcie dalszych czterech oficerów z 12 lutego do dowódcy Dywizjonu, komandor Umecki został 16 lutego pozostawiony do dyspozycji Szefa KMW. Jednocześnie grupa specjalistów: oficerów, podoficerów i marynarzy została oddelegowana do kompletowanej załogi przejmowanego niszczyciela „Garland”. Nowym dowódcą niszczyciela został komandor podporucznik Stanisław Nahorski, a jego zastępcą (od marca) kapitan marynarki Romuald Nałęcz-Tymiński. 22 marca „Błyskawica”, „Burza” i brytyjski „Codrington” eskortowały na trasie z Brestu do Harwich francuski okręt-bazę „Jules Verne” i trzy okręty podwodne. Po powrocie z patrolu, w pierwszych dniach kwietnia, Dywizjon Kontrtorpedowców został pozostawiony do dyspozycji dowództwa Home Fleet i przebazowany najpierw do Rosyth, a następnie do Scapa Flow.

### Kampanie norweska i francuska 1940

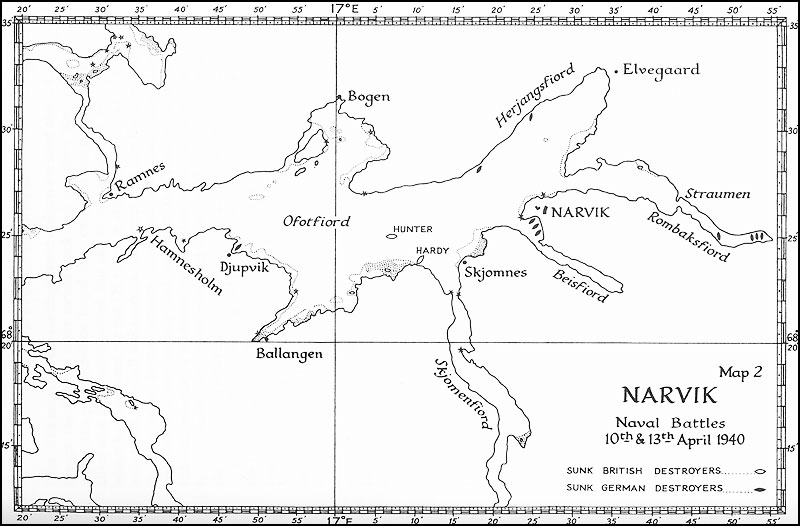
Mapa rejonu Narwiku (po prawej fiord Rombaken / Rombaksfiord)

W związku z agresją niemiecką na Norwegię polskie niszczyciele zostały zaangażowane na tym nowym froncie działań wojennych. Od 9 do 12 kwietnia eskortowały konwój HN-24 z Bergen do Firth of Forth, a 17 kwietnia ciężko uszkodzony przez niemieckie lotnictwo krążownik „Suffolk”, powracający do Scapa Flow. 19 kwietnia Dywizjon Kontrtorpedowców został skierowany do Narwiku. Następnego dnia o 12.48, około 50 mil morskich na północny wschód od Szetlandów, niemiecki okręt podwodny U-9 dowodzony przez Wolfganga Lütha wystrzelił z odległości 700 m dwie torpedy w kierunku „Błyskawicy”. Jedna z nich, wyposażona w zawodny zapalnik magnetyczny, wybuchła przedwcześnie kilkadziesiąt metrów przed burtą okrętu, a druga nie zadziałała lub minęła się z celem. 21 kwietnia „Błyskawica” i „Grom” („Burza”, mająca kłopoty w sztormie, zawróciła wcześniej do brytyjskiej bazy) weszły do Vestfiordu, gdzie uzupełniły paliwo. Od 23 kwietnia oba okręty zaczęły pełnić służbę w rejonie Narwiku, przez kolejne dni patrolując w fiordzie i nękając pozycje niemieckie na brzegu. 25 i 27 kwietnia „Błyskawica” ostrzeliwała niemieckie pozycje na brzegu i infrastrukturę linii kolejowej. 2 maja „Błyskawica” była najpierw celem ataku nieprzyjacielskiego samolotu w rejonie Baröy (sześć zrzuconych bomb było niecelnych), a ok. godz. 18 została celnie ostrzelana spod tunelu u wejścia do fiordu Rombaken przez niemieckie działo przeciwlotnicze kal. 88 mm i broń maszynową. Trafiły trzy pociski, z których jeden przebił burtę w rejonie drugiej maszynowni i uszkodził zawór parowy drugiej maszynowni, drugi zniszczył kuchnię w nadbudówce, a trzeci szczęśliwie rykoszetował. „Błyskawica” odpowiedziała ogniem dział kalibru 40 mm i 120 mm, być może niszcząc niemieckie działa. Trzech marynarzy odniosło rany, a okręt został skierowany na naprawy przez okręt warsztatowy „Vindictive” do Skjelfiordu na Lofotach. Jego miejsce pod Narwikiem zajął bliźniaczy „Grom”, zatopiony tam 4 maja przez niemiecki bombowiec. „Błyskawica” powróciła do fiordu pod Narwikiem następnego dnia po zatopieniu „Groma”. W nocy 5/6 maja ponownie została ostrzelana w podobnym miejscu, bez większych szkód, odpowiadając ogniem. 6 maja w fiordzie Rombaken „Błyskawica” była kilkakrotnie niecelnie bombardowana, wykonując uniki, natomiast jej artylerzyści zestrzelili bombowiec przeciwnika, rozpoznany jako He 111 (zaobserwowano spadochron). Wystrzelono tego dnia prawie 3000 pocisków 40 mm. W nocy przeszła do Tjelsundfjordu, gdzie 8 maja była wizytowana przez admirała floty Williama Boyle’a (lorda Cork i Orrery), a następnie do Skjelfiordu. Pozostała na miejscu do 10 maja z uwagi na panujący sztorm. Tego dnia podczas odpierania niemieckich nalotów jej załoga zestrzeliła drugi samolot He 111 i prawdopodobnie uszkodziła kolejny. Następnie wraz z „Burzą” i brytyjskim „Graftonem” odpłynęła do Scapa Flow, gdzie dotarła 12 maja, z uszkodzoną przez sztorm maszynką sterową. Po krótkim postoju, 18 maja polski niszczyciel odpłynął do Harwich.
Po krótkim remoncie, 26 maja 1940 roku „Błyskawica” wypłynęła na patrol w rejon francuskiego wybrzeża, w celu osłony operacji Dynamo – ewakuacji Brytyjskiego Korpusu Ekspedycyjnego i wojsk francuskich spod Dunkierki. Pierwszym zadaniem była ochrona krążownika „Galatea” 27 maja. Nocą z 27 na 28 maja, wraz z brytyjskim niszczycielem „Vivacious”, dokonała rozpoznania możliwości prowadzenia ewakuacji bezpośrednio z portu w Dunkierce. Artylerzyści polskiego niszczyciela zgłosili tego dnia prawdopodobne zestrzelenie kolejnego samolotu. Od następnego dnia, w towarzystwie niszczyciela „Vega”, „Błyskawica” osłaniała od strony Morza Północnego trasę ewakuacyjną Y. W nocy 28/29 maja oba niszczyciele tropiły okręt podwodny U-62, po czym zostały zaatakowane dwukrotnie pojedynczymi torpedami (o godz. 04.13 i 08.00 czasu niemieckiego) przez niemiecki okręt podwodny U-60. Druga torpeda została zauważona i przeszła około 40 metrów przed dziobem polskiej jednostki, która zmniejszyła prędkość. Kontratak niszczycieli bombami głębinowymi okazał się bezskuteczny i musiał zostać wkrótce przerwany po tym, jak zaatakował je nieprzyjacielski samolot. Po południu tego samego dnia „Błyskawica” odholowała do Dover uszkodzony przez lotnictwo brytyjski niszczyciel „Greyhound” z ok. 500 ewakuowanymi żołnierzami na pokładzie (holowanie z prędkością 5-6 węzłów trwało do nocy). Po powrocie na patrol, w nocy z 30 na 31 maja „Błyskawica” osłaniała uszkodzony przez kuter torpedowy (Schnellboot) S24 francuski niszczyciel „Cyclone”, odpędzając ogniem inne kutry torpedowe, a następnie uratowała 15 rozbitków z zatopionego, także przez schnellbooty, niszczyciela „Sirocco”. Do Harwich polski okręt powrócił 2 czerwca 1940 roku. Od 11 czerwca do 14 sierpnia przebywał w remoncie w stoczniach w Cowes i Southampton. Między innymi zamontowano wówczas działo przeciwlotnicze kalibru 76 mm, hydrolokator (asdic) i miotacze bomb głębinowych. W tym czasie co najmniej dwukrotnie brał udział w odpieraniu niemieckich nalotów, prawdopodobnie zestrzeliwując 12 sierpnia jeden samolot podczas nalot na Portsmouth i Southampton.

### Atlantyk 1940–1942
Po zakończeniu remontu i odbyciu ćwiczeń w Scapa Flow, „Błyskawica” weszła w skład eskorty konwoju z Greenock. 1 września jej załoga uratowała rozbitka ze statku „Star Sion”. 3 września o godz. 13.55 „Błyskawica” wykryła i dwukrotnie zaatakowała niemiecki okręt podwodny U-101, powodując dość rozległe uszkodzenia, które zmusiły U-Boota 5 września do powrotu do bazy w Lorient. Następnie została przebazowana do Plymouth, gdzie weszła w skład powołanej przez Brytyjczyków, efemerycznej Polskiej Flotylli Niszczycieli (Polish Destroyer Flotilla), działającej bez większych efektów w rejonie kanału La Manche. 22 października „Błyskawica” powróciła do Greenock. Cztery dni później, gdy powracała do portu z konwojem, zderzyła się z frachtowcem „Kyle Rhea”, który uderzył w prawą burtę niszczyciela, wyrywając otwór w poszyciu, sięgający od linii pokładu metr poniżej linii wodnej. Naprawa uszkodzeń trwała od 5 listopada do 3 grudnia 1940 roku. Następnego dnia okręt wypłynął z Greenock w eskorcie konwoju atlantyckiego. Sztorm, którego siła była oceniana na 10 do 11 w skali Beauforta, spowodował poważne szkody na pokładzie: awarię maszynki sterowej, żyrokompasu, urządzeń łączności, rozbicie części łodzi okrętowych i inne. Pęknięcie trybu rufowego aparatu torpedowego spowodowało jego niekontrolowane obracanie się wraz z przechyłami okrętu na fali, co utrudniało komunikację pomiędzy dziobową a rufową częścią jednostki. Awarię steru usunięto dzięki ofiarności poruczników Franciszka Czelusty i Zbigniewa Węglarza oraz towarzyszących im marynarzy. Ostatecznie uszkodzona przez sztorm „Błyskawica” powróciła do Greenock. Remont trwał kolejne dwa miesiące, a w jego trakcie, 27 grudnia, okręt był ponownie wizytowany przez Naczelnego Wodza. W czasie pierwszego po remoncie bojowego wyjścia w morze na okręcie po raz kolejny zaciął się ster, co spowodowało odstawienie go na kolejny remont w Glasgow. Podczas pobytu w stoczni, 13 marca 1941 roku załoga niszczyciela uczestniczyła w obronie miasta przed niemieckim nalotem, zgłaszając zestrzelenie jednego samolotu. 8 czerwca okręt przepłynął do Plymouth, a 20 tegoż miesiąca do macierzystej stoczni w Cowes, gdzie został poddany przezbrojeniu na artylerię uniwersalną kalibru 102 mm i remontowi głównemu, trwającemu do 2 listopada 1941 roku. Następnie odbywał próby i szkolenia na nowym sprzęcie, w Plymouth i Scapa Flow, zakończone w połowie grudnia.

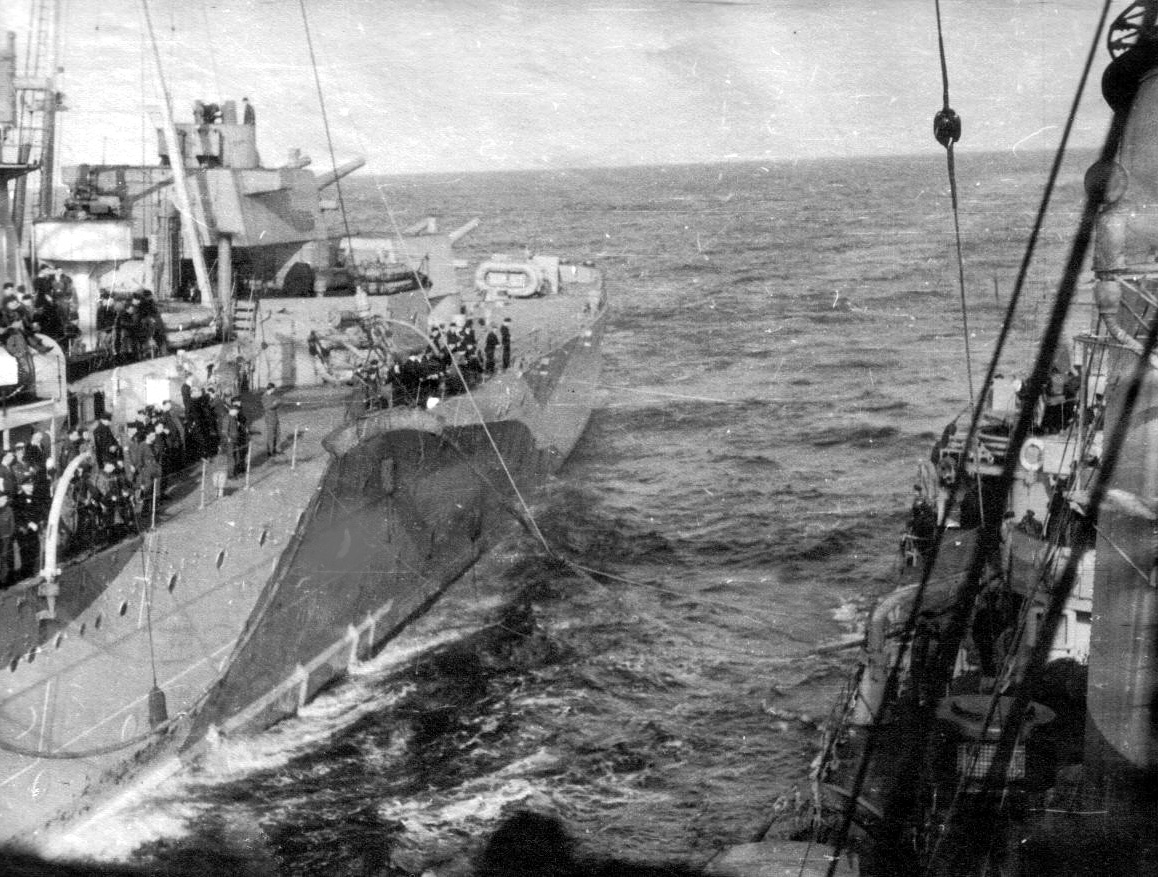
Uzupełnianie paliwa z brytyjskiego krążownika

Od grudnia 1941 do początku kwietnia 1942 roku „Błyskawica” operowała na północnym Atlantyku, uczestnicząc w eskorcie sześciu konwojów do Islandii oraz dwóch atlantyckich, ochraniała również transatlantyk „Queen Elizabeth” i lotniskowiec „Eagle”. 2 stycznia 1942 roku jej załoga zatopiła ogniem artyleryjskim opuszczony płonący wrak szwedzkiego statku „Shantung”. 4 kwietnia, w silnym sztormie, niszczyciel doznał uszkodzeń kadłuba i kotłów, co spowodowało konieczność kolejnego remontu w stoczniach w Southampton, Cowes i Portsmouth, trwającego do połowy lipca. Podczas pobytu w macierzystej stoczni w Cowes, załoga „Błyskawicy”, pod dowództwem komandora porucznika Wojciecha Franckiego, dwukrotnie wsparła ogniem swych dział obronę przeciwlotniczą miasta podczas nalotów niemieckich. Pierwszy nalot rozpoznawczy nastąpił o 6.57 rano 28 kwietnia, wykonany przez sześć myśliwsko-bombowych Messerschmittów Bf 109, z których para zaatakowała okręt. Samoloty nie były wcześniej wykryte, lecąc nisko nad rzeką, lecz załoga szybko zareagowała i zdążyła otworzyć ogień z nkm-ów 13,2 mm i armat 40 mm, prawdopodobnie uszkadzając jeden z nich. Wybuch blisko zrzuconej lekkiej bomby spowodował jednak, że pomost techniczny łączący lewą burtę okrętu z nabrzeżem został rzucony na okręt, łamiąc maszt i uszkadzając oba radary. Rannych zostało czterech marynarzy, w tym jeden ciężko. Załoga pomogła następnie gasić pożary w stoczni, a siedmiu marynarzy zostało zawnioskowanych do odznaczenia Krzyżami Walecznych. Po tym, dowódca okrętu na własną rękę pobrał amunicję kalibru 102 mm, wcześniej zdaną zgodnie z procedurami na ląd na czas remontu; mimo to uszkodzenia radarów i dalocelownika spowodowały, że artyleria główna nie została użyta podczas odpierania kolejnego nalotu. W nocy z 4 na 5 maja 1942 roku doszło do silnego nalotu na miasto dwóch fal ok. 160 bombowców, po godz. 23 i 4.15, i załoga uczestniczyła w ostrzeliwaniu samolotów, gaszeniu pożarów oraz niesieniu pomocy poszkodowanym. Marynarze stawiali na brzegu zasłonę dymną z pław dymnych okrętu, aby utrudnić bombowcom rozeznanie w terenie oświetlanym przez zrzucane flary. Ogień jej broni przeciwlotniczej był prowadzony z taką intensywnością, że według relacji brytyjskich, załoga zmuszona była polewać lufy wiadrami wody zaburtowej, aby uniknąć uszkodzeń w wyniku przegrzania (mimo że miały płaszcze wodne) oraz sprowadzać amunicję łodzią z pobliskiego Portsmouth. Według niektórych opinii, ogień zmusił formacje bombowców do operowania na wyższym pułapie, utrudniając ataki na port i miasto. Obserwacja efektów ognia, prowadzonego w dużej mierze na słuch, była w ciemności utrudniona, lecz prawdopodobnie zestrzelono przynajmniej jeden samolot. Załoga wystrzeliła wówczas w ciągu jednej nocy 2030, a zdaniem niektórych badaczy, nawet 8030 pocisków z 40 mm dział Boforsa, oraz 10,5 tys. pocisków z nkm Hotchkiss. Szczególnie wyróżniający się mat Zdzisław Dutkiewicz został odznaczony Krzyżem Srebrnym Orderu Virtuti Militari. W dowód wdzięczności dowódca „Błyskawicy” otrzymał od mieszkańców miasta pamiątkowy medal, a 3 maja 2004 roku jeden z placów otrzymał nazwę Francki Place. Rocznica tego zdarzenia jest upamiętniana w Cowes.
Od 1 sierpnia 1942 roku „Błyskawica” pełniła służbę eskortową na Atlantyku i Morzu Irlandzkim. Następnego dnia przeprowadziła atak na wykrytego U-Boota. Przez kolejne ponad dwa miesiące uczestniczyła w 17 akcjach konwojowych i patrolach, w tym od 9 sierpnia, w ostatniej fazie bitwy o konwój SC-94. 9 sierpnia prawdopodobnie była celem niecelnego ataku trzema torpedami przez U-256. W październiku eskortowała transatlantyk „Queen Mary” i jej załoga była świadkiem staranowania przezeń krążownika „Curacoa”.

### Morze Śródziemne 1942–1943
W tym czasie zapadła decyzja o skierowaniu „Błyskawicy”, dowodzonej wówczas przez komandora podporucznika Ludwika Lichodziejewskiego, na Morze Śródziemne. 18 października, w towarzystwie brytyjskich niszczycieli „Bramham” i „Cowdray”, wypłynęła do Gibraltaru, gdzie koncentrowano flotę przygotowującą się do operacji „Torch”. Od 28 do 30 października osłaniała lotniskowiec „Furious” podczas operacji „Train”, w wyniku której obrona lotnicza Malty została wzmocniona o 29 myśliwców Spitfire. 7 listopada „Błyskawica” rozpoczęła swój udział w desancie w Afryce Północnej jako okręt eskorty konwoju KMF(A)-1, w którym płynął między innymi polski „Sobieski”. Po rozpoczęciu inwazji wspierała ogniem artyleryjskim oddziały lądujące w rejonie Algieru. Przez kolejne dni jej załoga odpierała ataki powietrzne i prowadziła patrole przeciwpodwodne, 9 listopada zgłaszając prawdopodobne zestrzelenie samolotu Ju 88. Następnego dnia dołączyła do eskorty konwoju z Algieru do Bougie. 11 i 12 listopada uczestniczyła na redzie tego portu w bitwach z niemieckimi samolotami, które wykorzystując brak osłony powietrznej sprzymierzonych, zadały im ciężkie straty. W wyniku ataku z 12 listopada na „Błyskawicy” śmierć poniosło trzech polskich marynarzy (na miejscu zginęli starszy marynarz Tadeusz Grzebień i marynarz Władysław Figas, mat Władysław Musserowicz zmarł 23 listopada z powodu odniesionych ran w szpitalu w Bougie), zmarł także brytyjski sygnalista, ranne zostały 43 osoby (według innego źródła 46), niemal 20% stanu osobowego załogi. W kadłubie i nadbudówkach naliczono ponad 200 przestrzelin. Po wyokrętowaniu ciężko rannych okręt został odesłany na remont do Gibraltaru. W drodze odbył się morski pogrzeb poległych.
Remont trwał do 5 grudnia. Następnie niszczyciel pozostał w Gibraltarze jako jednostka zespołu Force H, prowadząc eskortę konwojów i pojedynczych statków pływających pomiędzy Gibraltarem a wybrzeżem północnoafrykańskim. Od połowy marca 1943 roku operował z Algieru i Bône przeciwko niemieckim i włoskim liniom komunikacyjnym w rejonie Cieśniny Sycylijskiej, wielokrotnie odpierając ataki lotnicze i poszukując okrętów podwodnych. 27 marca bombardował wybrzeże niedaleko Tunisu, pozorując operację desantową. 19 kwietnia uratował na morzu pięciu lotników z zestrzelonego nad Tunisem samolotu Wellington. 7 maja w rejonie wyspy Marettimo okręt został zaatakowany przez niemieckie bombowce. Bliskie eksplozje bomb spowodowały uszkodzenie steru. Po powrocie do Bône, niszczyciel odesłano przez Algier do Gibraltaru, gdzie pomiędzy 12 a 22 maja przeszedł prowizoryczny remont, a następnie do Wielkiej Brytanii. Odstawiony ponownie do stoczni w Cowes, przeszedł kapitalny remont, trwający do końca listopada 1943 roku. 21 grudnia uczestniczył w akcji ratowania rozbitków z zatopionego w sztormie w pobliżu Cowes patrolowca, odnosząc nieznaczne uszkodzenia. Pięć dni później został włączony do Home Fleet w Scapa Flow, z zadaniem pełnienia służby konwojowej na północnym Atlantyku.

### Atlantyk i Morze Północne 1943–1945
Zimowe rejsy na trasie do Islandii w wyjątkowo trudnych warunkach atmosferycznych dały się we znaki załodze. 7 lutego 1944 roku zginął w morzu zmyty z pokładu mat Tadeusz Czerwiński. 24 lutego podczas osłaniania lotniskowca „Furious” w akcji zwalczania żeglugi niemieckiej u wybrzeży Norwegii (operacja „Bayleaf”) w burtę „Błyskawicy” uderzył niszczyciel HMS „Musketeer”, co spowodowało konieczność kolejnego, ponad miesięcznego dokowania w Newcastle. Do Scapa Flow powróciła w połowie kwietnia, by w maju dwukrotnie uczestniczyć w operacjach przeciwko niemieckim liniom żeglugowym w północnej Norwegii. 21 maja wraz z „Piorunem” została odesłana do Plymouth, gdzie dołączyła do formowanej międzynarodowej 10. Flotylli Niszczycieli, mającej podczas operacji „Overlord” zadanie osłony zachodniego podejścia do Kanału La Manche. W jej skład wchodziły: tworzące 19. dywizjon brytyjskie „Tartar” (okręt flagowy dowódcy flotylli, komandora Basila Jonesa) i „Ashanti” oraz kanadyjskie „Haida” i „Huron”, a także tworzące 20. dywizjon: „Błyskawica” (okręt flagowy dywizjonu), „Piorun” oraz brytyjskie „Eskimo” i „Javelin”.
Od 29 maja okręty 10. Flotylli prowadziły patrole w rejonie pomiędzy Brestem a wyspą Jersey, do portów zawijając jedynie w celu uzupełnienia paliwa i zapasów. Były również w morzu w dniu rozpoczęcia inwazji w Normandii, 6 czerwca 1944 roku, gdy „Błyskawica”, dowodzona przez komandora porucznika Konrada Namieśniowskiego zgłosiła atak na wykrytego U-Boota. W nocy z 8 na 9 czerwca doszło do bitwy niszczycieli pod Ushant, w czasie której 10. Flotylla starła się z trzema niszczycielami i torpedowcem 8. Flotylli Kriegsmarine. Oba zespoły zlokalizowały się dzięki urządzeniom radarowym. Bitwę rozpoczęli Niemcy, wystrzeliwując około 1.30 po północy w kierunku okrętów 19. dywizjonu salwę torpedową, wymanewrowaną jednak przez jednostki alianckie, które odpowiedziały skutecznym ogniem artyleryjskim. W jego efekcie poważnych uszkodzeń doznały trzy niemieckie niszczyciele, jeden z nich, ZH1, został unieruchomiony, a później zatopiony. Z24 i torpedowiec T24 uszły do Brestu, natomiast Z32 próbował odpłynąć na północ, natykając się na prowadzony przez „Błyskawicę” 20. dywizjon. Gdy znalazł się pod ogniem artyleryjskim, wystrzelił salwę czterech torped i zawrócił na południe. Wykonujący unik aliancki dywizjon stracił kontakt z przeciwnikiem i odzyskał go dopiero w końcowej fazie bitwy, gdy ścigany i ciężko uszkodzony Z32 wyrzucił się na francuski brzeg i został opuszczony przez załogę. Zwycięska dla aliantów bitwa pod Ushant była ostatnim przejawem aktywności dużych niemieckich jednostek i ostatnim większym starciem morskim na zachodnim teatrze działań wojennych.
26 czerwca 1944 roku z pokładu „Błyskawicy” Naczelny Wódz, generał Kazimierz Sosnkowski, obserwował działania wojsk walczących na francuskim wybrzeżu. Od lipca rejonem operacyjnym 10. Flotylli była Zatoka Biskajska. W nocy 15 lipca „Tartar”, „Błyskawica” i „Haida” zaatakowały w rejonie Île de Groix w pobliżu Lorient niemiecki konwój przybrzeżny, zatapiając dwa trawlery uzbrojone UJ1420 i UJ1421 oraz, prawdopodobnie, co najmniej jeden eskortowany przez nie statek. 4 sierpnia odbywające patrol oba polskie niszczyciele 10. Flotylli ostrzelały omyłkowo kanadyjskie ścigacze torpedowe (MTB 726, 727 i 748), powodując śmierć jednego marynarza. Kolejnym zadaniem „Błyskawicy” były kontakty z francuskim ruchem oporu, zaopatrywanym w broń, amunicję i wyposażenie. Od listopada wchodziła ona w skład 8. Flotylli Niszczycieli z Plymouth, powracając do służby eskortowej. Ochraniała statki i okręty przechodzące wzdłuż południowo-zachodniego wybrzeża Wysp Brytyjskich, w tym francuskie transatlantyki „Île-de-France” i „Pasteur”, brytyjski „Aquitania” oraz polski „Sobieski”. Podczas eskortowania „Pasteura”, 6 grudnia 1944 roku zginął w morzu zmyty przez falę starszy bosman Albin Jabłoński.
26 stycznia 1945 roku „Błyskawica” podczas eskortowania konwoju przeprowadziła atak bombami głębinowymi. Po dotarciu do portu dokonano 28 stycznia oględzin części podwodnej okrętu; nurkowie stwierdzili utratę około 70% powierzchni płetwy sterowej. Ponieważ wojna na wodach europejskich straciła na intensywności, podjęto decyzję o powiększeniu zakresu prac stoczniowych, które miały objąć także remont kapitalny urządzeń napędowych oraz modernizację wyposażenia elektrotechnicznego. Niszczyciel ponownie znalazł się w macierzystej stoczni w Cowes 4 lutego. Większość załogi została skierowana do obozu szkoleniowego Revstreet. Tam okręt zastał koniec działań wojennych w Europie. Prace remontowe zakończono 25 lipca, następnie niszczyciel przeszedł na ćwiczenia do Tobermory, a 15 października przeszedł do Rosyth, skąd przewiózł żołnierzy i pocztę do portów nad Morzem Północnym. W listopadzie uczestniczył w ćwiczeniach Home Fleet z pancernikiem „Rodney”, po czym 24 listopada przybył do Loch Ryan, by wziąć udział w operacji Deadlight.

### Po zakończeniu działań wojennych
116 U-Bootów, które poddały się sprzymierzonym, a nie zostały rozdzielone pomiędzy zwycięzców jako zdobycz wojenna, miało być w myśl postanowień międzysojuszniczych zatopionych w wodach Atlantyku na północ od Irlandii. Zgrupowano je w dwóch bazach: szkockiej Loch Ryan (92 okręty) oraz północnoirlandzkim Lisahally (24 pozostałe). „Błyskawica” została przydzielona najpierw do pierwszej z tych grup, która przeprowadzała operację pomiędzy 25 listopada, a 27 grudnia 1945 roku. Wyznaczono jej zadanie niszczenia ogniem artyleryjskim tych spośród okrętów podwodnych, które zerwały się z holu w trakcie holowania na miejsce lub nie zatonęły po odpaleniu założonych ładunków wybuchowych. Już w pierwszym z siedmiu odbytych rejsów (25 do 27 listopada) zatopiła U-2321 i uczestniczyła w zniszczeniu trzech innych U-Bootów, w drugim (28 do 30 listopada) zatopiła U-481. W trzeci rejs wyszła 3 grudnia i kontynuowała go, poszukując zerwanego z holu U-299, aż do dołączenia do zespołu w czwartym rejsie 7 grudnia. W kolejnych dwóch rejsach grupa holowników prowadzona przez „Błyskawicę” dostarczyła na miejsce zatopień U-Booty mające być celami ćwiczeń dla brytyjskich okrętów podwodnych. W pierwszym przypadku wszystko odbyło się bez zakłóceń, w drugim stan morza uniemożliwił skuteczne strzały torpedowe i polscy artylerzyści 17 grudnia zatopili ogniem swych dział U-295, U-368 oraz U-1198. Siódmy i ostatni z Loch Ryan rejs w operacji Deadlight odbył się w dniach od 20 do 23 grudnia. 21 grudnia „Błyskawica” zatopiła zerwany z holu U-155 i nabierający wody do wnętrza U-806. Po wykonaniu zadania, 23 grudnia wieczorem polski niszczyciel zacumował w Liverpoolu, gdzie jego załoga spędziła święta. 29 grudnia „Błyskawica” wpłynęła do Lisahally, gdzie oczekiwały na zatopienie pozostałe U-Booty. Tym razem jej załoga wzięła udział w dwóch z ośmiu wykonanych rejsów, 31 grudnia zatapiając ogniem artyleryjskim U-861, U-278, U-363, a być może również U-2341 oraz 3 stycznia 1946 roku U-825. Następnego dnia „Błyskawica” zakończyła swój udział w operacji Deadlight.
Od momentu uznania przez Wielką Brytanię Tymczasowego Rządu Jedności Narodowej (5 lipca 1945) ważyły się losy polskich okrętów i ich marynarzy. Część z nich: „Błyskawica”, „Conrad”, „Garland” i „Piorun”, stacjonowała na początku 1946 roku w Rosyth. „Błyskawica” opuściła ten port 20 lutego, płynąc do Oslo, gdzie do 16 marca pełniła rolę okrętu służbowego, przewożąc żołnierzy, zaopatrzenie i pocztę. W kwietniu polski zespół z Rosyth odbył ćwiczenia w morzu, a następnie rejs do Devonport i z powrotem. 22 maja ogłoszono decyzję o demobilizacji Polskich Sił Zbrojnych, a następnego dnia Admiralicja brytyjska zwróciła się do admirała Świrskiego o wyrażenie zgody na przekazanie „Błyskawicy” i pozostałych okrętów stanowiących własność polskiego rządu pod opiekę Royal Navy, w związku zasygnalizowaniem chęci przejęcia okrętu przez rząd w kraju. Pięć dni później, 28 maja o 15.00, rozpoczęła się na pokładzie kotwiczącego w Rosyth niszczyciela uroczysta zbiórka załogi. Dowódca okrętu, komandor Wojciech Francki, odczytał ostatni rozkaz, występujący w imieniu Admiralicji szef sztabu bazy w Rosyth, komodor John Wentworth Farquhar wygłosił krótkie przemówienie i o godzinie 15.20 nastąpiła ceremonia opuszczenia biało-czerwonej bandery. Większość załogi opuściła okręt w najbliższych dniach, pozostali wraz z komandorem Franckim zakończyli ostatnie formalności do 5 czerwca. Pomimo rozciągnięcia nad niszczycielem władzy Royal Navy, zgodnie z decyzją Admiralicji nie podniesiono na nim brytyjskiej bandery.
W czasie działań wojennych „Błyskawica” przepłynęła ogółem 148 356 mil morskich. Brała udział w eskorcie 83 konwojów oraz 108 innych akcjach i patrolach bojowych. Od wejścia do służby w 1937 roku do opuszczenia bandery dziewięć lat później dowodzili nią następujący oficerowie:

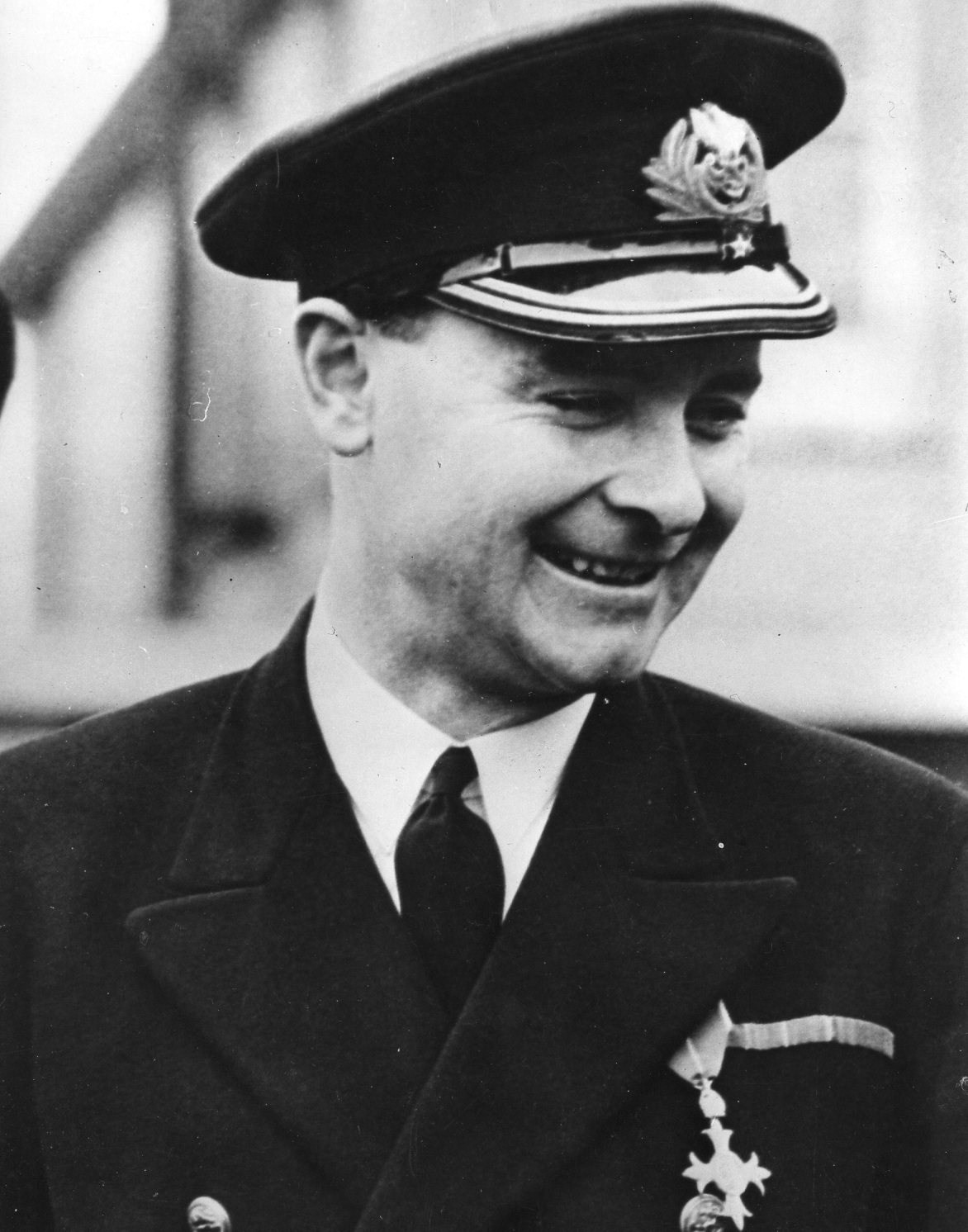
Komandor Tadeusz Gorazdowski, 1942

- 27 listopada 1937 – 4 stycznia 1938: kmdr por. Tadeusz Morgenstern-Podjazd
- 4 stycznia 1938 – 23 listopada 1939: kmdr por. Włodzimierz Kodrębski
- 2 października 1939 – 1 listopada 1939: kpt. mar. Tadeusz Gorazdowski (p.o.)
- 1 listopada 1939 – 16 lutego 1940: kmdr ppor. Jerzy Umecki (tymczasowo)
- 16 lutego 1940 – 28 lipca 1940: kmdr por. Stanisław Nahorski
- 5 czerwca 1940 – 16 czerwca 1940: kmdr ppor. Wojciech Francki (p.o.)
- 16 czerwca 1940 – 13 września 1940: kmdr por. Stanisław Hryniewiecki (p.o.)
- 13 września 1940 – 28 września 1940: kpt. mar. Tadeusz Gorazdowski (p.o.)
- 7 października 1940 – 4 kwietnia 1942: kmdr por. Wojciech Francki
- 20 marca 1942 – 22 maja 1942: kmdr ppor. Tadeusz Gorazdowski (p.o.)
- 14 lipca 1942 – 24 czerwca 1943: kmdr ppor. Ludwik Lichodziejewski
- 24 czerwca 1943 – 6 września 1945: kmdr por. Konrad Namieśniowski
- 7 września 1943 - 20 listopada 1943: kmdr. por. Marian Kadulski (p.o)
- 21 listopada 1943 – 4 stycznia 1945: kmdr por. Konrad Namieśniowski
- 4 stycznia 1945 – listopad 1945: kmdr por. Ludwik Lichodziejewski
- 10 listopada 1945 – 28 maja 1946: kmdr por. Wojciech Francki[60]

### Służba powojenna

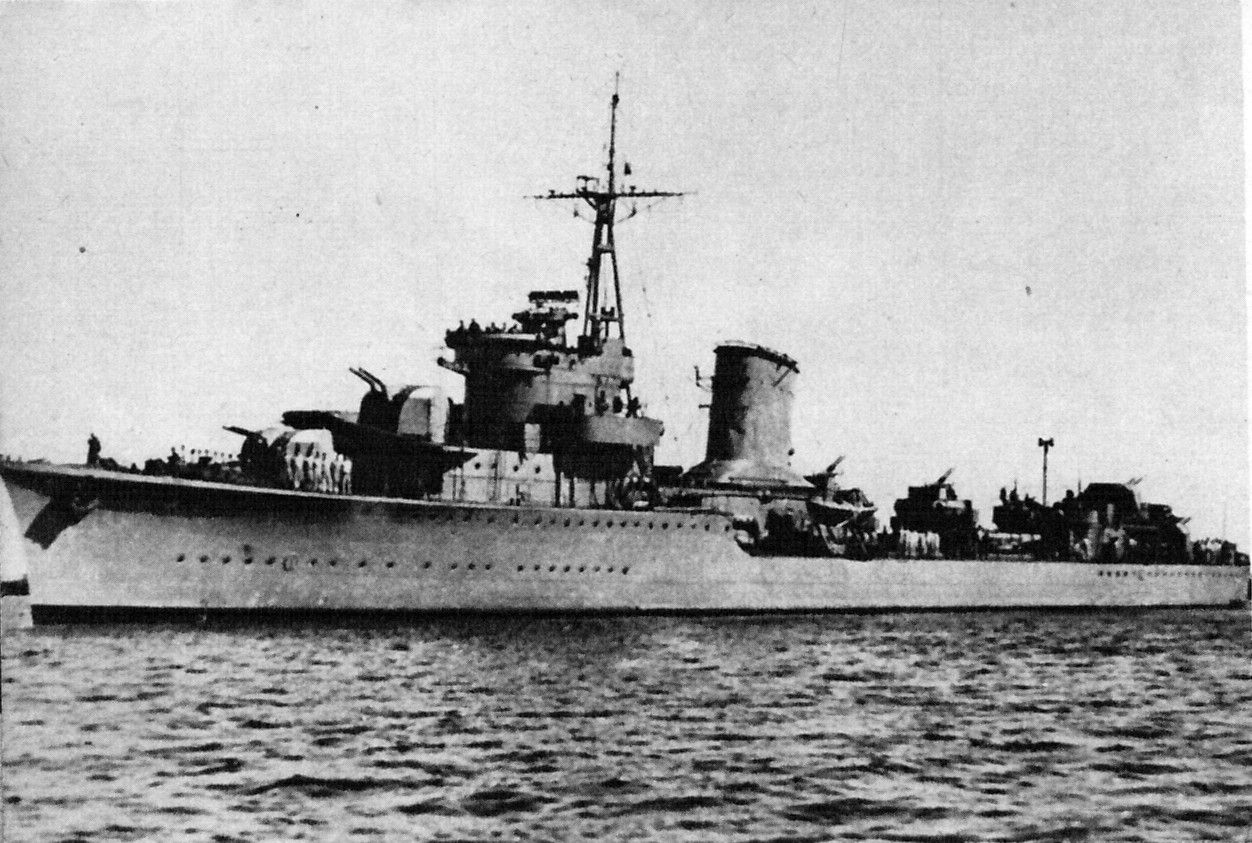
Okręt po powrocie do kraju, lipiec 1947 roku

4 czerwca 1946 roku rząd warszawski rozpoczął, poprzez attaché wojskowego ambasady w Londynie, pułkownika Józefa Kuropieskę, starania o zwrot polskich okrętów, przebywających w brytyjskich portach. W grudniu rząd brytyjski zgodził się na przyjazd specjalnej komisji, która miała reprezentować stronę polską w rozmowach. W lutym 1947 roku polski minister obrony powołał Polską Misję Morską, z komandorem Stefanem de Waldenem jako przewodniczącym. Miała ona uzgodnić warunki powrotu do kraju okrętów będących własnością polskiego rządu, walczących w czasie wojny u boku Royal Navy. Misja przybyła do Londynu 9 marca, a pierwsze rozmowy w Admiralicji odbyły się 12 marca 1947 roku. W wyniku rozmów ustalono, że jako pierwsza powróci do Polski „Błyskawica”, będąca w najlepszym stanie technicznym. 21 marca Misja dokonała oględzin okrętu w Rosyth. W toku kolejnych rozmów ustalono szczegóły techniczne i organizacyjne, w tym trudną kwestię kompletowania załogi spośród marynarzy znajdujących się w obozach repatriacyjnych na terenie Wielkiej Brytanii. Wobec wieści dochodzących z kraju i względnej łatwości znalezienia przez kwalifikowanych marynarzy pracy na Zachodzie (a także wielu innych, mniej lub bardziej złożonych przyczyn), Misji Morskiej i attaché morskiemu londyńskiej ambasady, komandorowi Jerzemu Kłossowskiemu udało się nakłonić do wejścia w skład załogi jedynie 177 marynarzy. Pierwsi z nich przybyli na pokład 6, pozostali 19 czerwca. Przygotowywanie okrętu do drogi przebiegało szybko, mimo kłopotów ze współpracą z Brytyjczykami i, szczęśliwie szybko ugaszonego, pożaru ropy w kotłowni. 27 czerwca załadowano zapasy, amunicję, głowice bojowe torped i bomby głębinowe. 30 czerwca przeprowadzono próby sprawności maszyn, demagnetyzację, dewiację i radiodewiację, wieczorem tego dnia podpisano protokół odbioru okrętu od Brytyjczyków. Misja Morska wyznaczyła dowódcą okrętu komandora Bolesława Romanowskiego, jego zastępcą został kapitan Zbigniew Węglarz.
1 lipca 1947 roku o godzinie 15.00 ponownie podniesiono na „Błyskawicy” biało-czerwoną banderę i tego dnia niszczyciel wyruszył w drogę powrotną do Polski. Do Gdyni zawinął 4 lipca o godzinie 9.00 rano, po 94 miesiącach służby na obcych wodach, witany uroczyście przez dowódcę Marynarki Wojennej, kontradmirała Włodzimierza Steyera. 7 lipca na pokład okrętu przybyli komandorzy Józef Urbanowicz i Ludwik Szmidt, którzy przeprowadzili z przybyłymi rozmowy o pozostaniu w marynarce. Na 177 przybyłych jedynie 32 zgodziło się na dalszą służbę, pozostałych 145 zdemobilizowano na własną prośbę. Po uzupełnieniu stanu załogi do 116 osób i wyznaczeniu na dowódcę komandora podporucznika Wacława Krzywca, okręt zaczął służbę jako jednostka szkolna dla słuchaczy Oficerskiej Szkoły Marynarki Wojennej. We wrześniu i październiku odbyli oni rejs do Świnoujścia i Szczecina. Rejsy szkoleniowe wykonywano na „Błyskawicy” przez kolejne dwa lata, co odbiło się na stanie wyszkolenia etatowej załogi (w sierpniu 1948 roku powiększonej do 190 osób). Pierwsze strzelania morskie odbyły się w drugiej połowie 1948 roku i były ograniczone ze względu na brak amunicji do brytyjskich dział, co później stało się przyczyną podjęcia decyzji o przezbrojeniu. Jesienią 1949 roku kontradmirał Steyer podjął, po inspekcji okrętu, decyzję o jego powrocie do wykonywania zadań bojowych. Od września 1949 do kwietnia 1950 roku przeprowadzono remont „Błyskawicy”. W 1950 roku usunięto z niej tablicę upamiętniającą udział okrętu w II wojnie światowej u boku Royal Navy oraz banderę, pod którą służył w czasie wojny. 24 czerwca tegoż roku aresztowano pod fikcyjnym zarzutem sabotażu dowódcę niszczyciela, komandora Zbigniewa Węglarza, skazanego rok później na 8 lat pozbawienia wolności. 4 lipca dowodzenie objął komandor podporucznik Zdzisław Studziński. Pod jego komendą w 1951 roku „Błyskawica” została wysłana w celu sprowadzenia do Polski okrętu hydrograficznego „Żuraw”, którego załoga zbuntowała się i zbiegła do Szwecji. Jesienią „Błyskawica” zdobyła miano przodującego okrętu Marynarki Wojennej, a w dniach 12–15 października przebywała z pierwszą powojenną wizytą w zagranicznym porcie – Leningradzie.

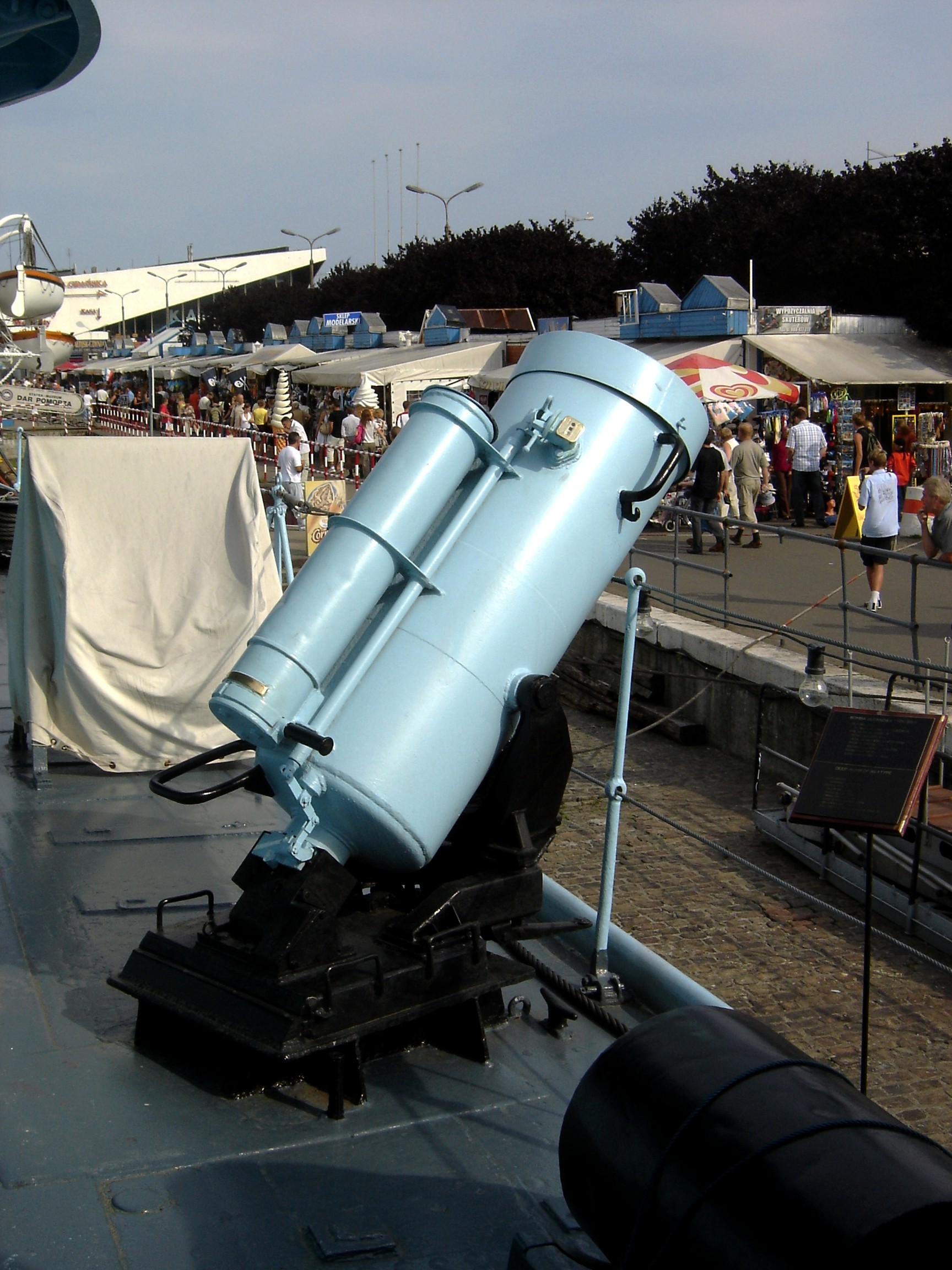
Miotacz bomb głębinowych BMB-2 zainstalowany podczas przezbrojenia w latach 1951–1952

Zimą lat 1951–1952 dokonano przezbrojenia niszczyciela, który rozkazem z 20 czerwca 1952 roku otrzymał oznaczenie N-51 (ograniczone do malowania samej liczby na burtach śródokręcia). Dziewięć dni później, z okazji Święta Marynarki Wojennej, na jej flagowym okręcie gościli prezydent Bolesław Bierut, premier Józef Cyrankiewicz i marszałek Konstanty Rokossowski. Do początku kwietnia 1955 roku, gdy po powrocie z Wielkiej Brytanii i remoncie do linii weszła „Burza”, „Błyskawica” była jedynym polskim niszczycielem. W dniach 24–25 lipca oba okręty złożyły kurtuazyjną wizytę w Bałtyjsku, a od 8 do 11 września 1955 roku w Portsmouth, w rewanżu za wizytę w Gdyni brytyjskiego krążownika „Glasgow”. W trakcie rejsu do Wielkiej Brytanii ujawniły się defekty w siłowni: uszkodzeniu uległy elementy łożyskowania drugiego (prawoburtowego) zespołu turbin oraz jeden z kotłów parowych. Usterki zostały usunięte podczas pobytu w Portsmouth siłami załogi siłowni, kierowanej przez I oficera mechanika okrętu, porucznika Jana Przybylskiego. Zarówno „Błyskawica”, klasyfikowana jako niszczyciel, jak i „Burza”, formalnie okręt obrony przeciwlotniczej, wchodziły wówczas jako samodzielne jednostki w skład Brygady Obrony Wodnego Rejonu Głównej Bazy, a do ich głównych zadań na wypadek konfliktu zbrojnego należały: zwalczanie jednostek nawodnych nieprzyjaciela za pomocą artylerii i (w przypadku „Błyskawicy”) torped, poszukiwanie i zwalczanie okrętów podwodnych, ostrzał celów brzegowych, prowadzenie dalekich dozorów, konwojowanie statków handlowych oraz osłona przeciwlotnicza zespołów floty. W lipcu 1956 roku oba polskie niszczyciele ponownie popłynęły z wizytą do Bałtijska, rok później „Błyskawica”, której towarzyszyły ścigacze okrętów podwodnych „Zwrotny” i „Nieugięty”, odwiedziła Sztokholm.
Powtarzające się problemy techniczne z siłownią (chociaż na próbach morskich w 1956 roku okręt osiągnął prędkość przekraczającą 33 węzły) i wyposażeniem radioelektronicznym oraz decyzja o wydzierżawieniu od Związku Radzieckiego dwóch niszczycieli projektu 30bis („Groma” i „Wichra”, w służbie odpowiednio od grudnia 1957 i czerwca 1958 roku), stały się przyczyną odstawienia „Błyskawicy” na długi remont kapitalny. Rozpoczęty w październiku 1957 roku, był prowadzony przez Stocznię im. Komuny Paryskiej oraz Stocznię Marynarki Wojennej w Gdyni i trwał do kwietnia 1961 roku. W czasie pobytu w stoczni niszczyciel oraz projekt jego modernizacji otrzymały w dokumentach kodową nazwę „117”. Jednocześnie, zarządzeniem Dowódcy Marynarki Wojennej z 4 stycznia 1960 roku, zmieniono mu numer burtowy na „271”. Do linii oraz roli okrętu flagowego Marynarki Wojennej powrócił 15 kwietnia 1961 roku, wchodząc w skład powołanego w 1958 roku 7 Dywizjonu Niszczycieli. 29 maja na jego pokładzie gościł minister obrony Czechosłowacji, generał Bohumir Lomský. W dniach od 25 do 29 września 1961 roku, wraz z okrętami podwodnymi „Kujawiak” i „Ślązak”, niszczyciel przebywał z wizytą kurtuazyjną w Helsinkach. Kolejne lata upływały na ćwiczeniach, np. ćwiczeniach zespołowych Dywizjonu Niszczycieli w pełnym składzie 7 sierpnia 1962 roku i międzynarodowych ćwiczeniach w ramach Układu Warszawskiego w lutym i wrześniu tegoż roku. Okręt odbywał też wizyty zagraniczne, w tym w portach zachodnich. W dniach 3–6 lipca 1962 roku składał wizytę w Londynie (z okrętem podwodnym „Sęp” i trałowcem „Żbik”), 6–10 września 1962 roku w Sztokholmie, 16–20 września 1963 roku w Kopenhadze, 6–10 sierpnia 1964 roku w Chatham, 21–25 sierpnia 1964 roku w Göteborgu i 5–10 listopada 1964 roku w Leningradzie. Pomiędzy 3 a 7 maja 1965 roku „Błyskawica” wraz z „Gromem” popłynęły do Narwiku, by uczcić 25. rocznicę zatopienia pierwszego „Groma”.

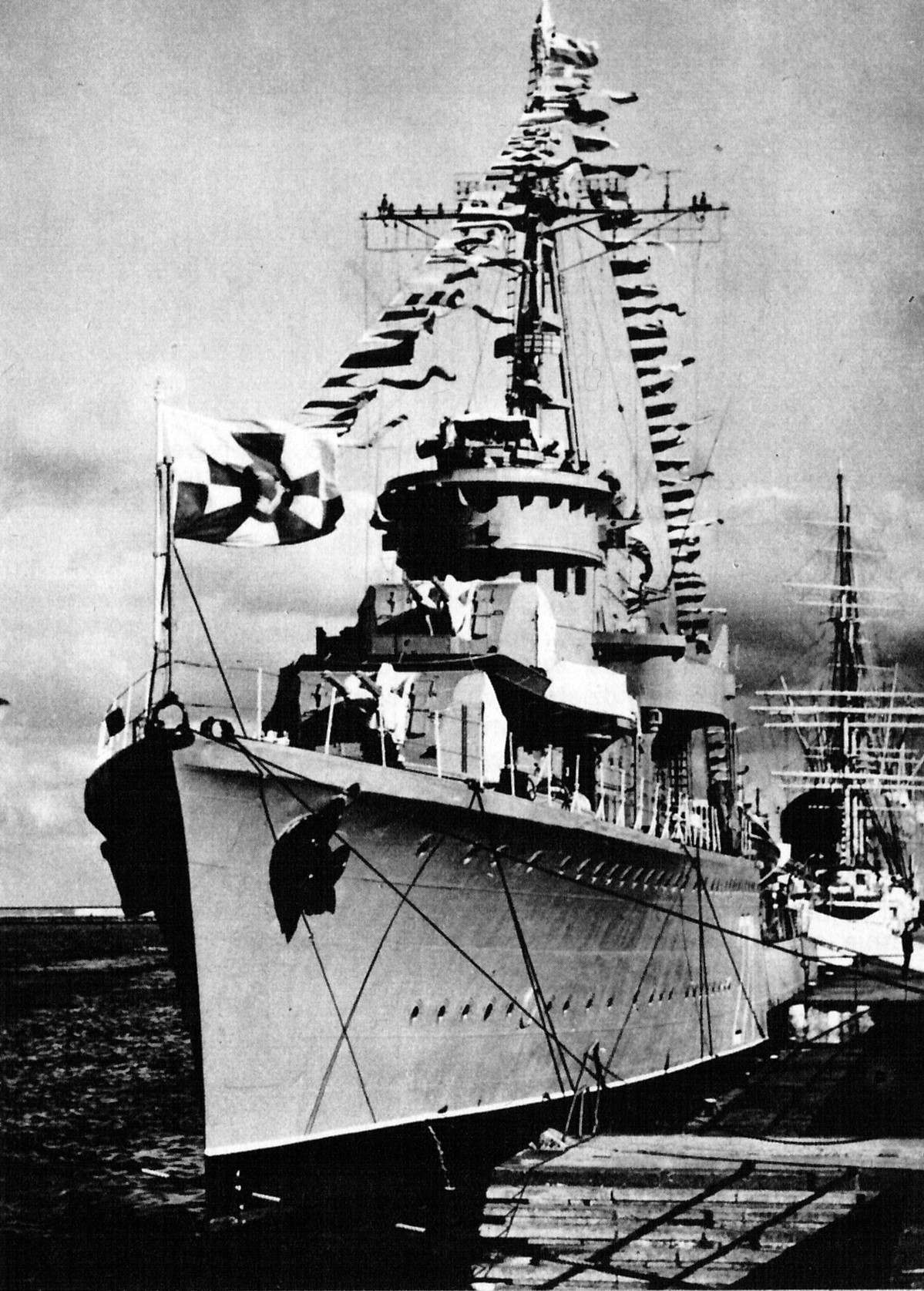
Okręt w latach 60., z numerem taktycznym „271”

Od 22 września 1965 do 4 marca 1966 roku trwał kolejny remont wysłużonych mechanizmów okrętu, w trakcie którego między innymi wymieniono śruby. Po jego ukończeniu niszczyciel powrócił do rejsów szkoleniowych, a w dniach 20–24 maja 1966 roku po raz ostatni odwiedził zagraniczny port: Kopenhagę. W wizycie towarzyszyły mu trałowce „Albatros” i „Kormoran”. W 1964 i 1966 roku „Błyskawica” zdobyła jeszcze tytuł najlepszego okrętu Marynarki Wojennej. 9 sierpnia 1967 roku o godzinie 9.02 nastąpił tragiczny w skutkach wypadek: podczas ćwiczeń zespołowych Dywizjonu Niszczycieli w kotłowni numer 2 „Błyskawicy” pękł przewód parowy wysokiego ciśnienia. Nastąpiło gwałtowne wydobycie pary. Natychmiast odcięto dopływ paliwa, odstawiono mechanizmy i otworzono włazy kotłowni. Grupy awaryjne rozpoczęły zraszanie kotłowni wodą. W wypadku zginęło na miejscu czterech marynarzy, trzej inni, bardzo ciężko ranni i poparzeni, którzy na pokładzie kutra torpedowego zostali natychmiast przewiezieni do Gdyni, zmarli mimo intensywnej reanimacji. Byli to: podporucznik Jerzy Malinowski, bosmanmaci Ignacy Kondrat i Kazimierz Marulewski, starsi marynarze Roman Jurczyga, Stefan Kowalczyk, Stefan Lepczyński oraz Edward Stachniuk. Oficer został pośmiertnie odznaczony Złotym Krzyżem Zasługi, podoficerowie i marynarze awansowani o jeden stopień i odznaczeni Krzyżami Kawalerskimi Orderu Odrodzenia Polski. „Błyskawica” została później odholowana do portu na Oksywiu. Uszkodzony okręt, którego wyjścia w morze ograniczono, był nadal używany do celów szkoleniowych, a nawet reprezentacyjnych, jak 9 września 1967 roku, gdy został wyholowany na redę i uczestniczył w paradzie morskiej z okazji wizyty prezydenta Francji, generała Charles’a de Gaulle’a, oraz 12 października 1968 roku podczas obchodów 25-lecia ludowego Wojska Polskiego.
Jednocześnie prace prowadziła specjalnie powołana komisja, która stwierdziła konieczność wymiany całej instalacji parowej niszczyciela. Ponieważ ekspertyzy wykazały nadmierne zużycie większości mechanizmów i urządzeń, charakterystyki okrętu nie spełniały już wymagań współczesnego pola walki, a jego wiek nie pozwalał planować długiego okresu dalszej eksploatacji, ostatecznie zapadła decyzja o niecelowości remontu. Rozkazem 025/org. z 12 grudnia 1969 roku „Błyskawica” została przeklasyfikowana na okręt obrony przeciwlotniczej i przydzielona do 8. Flotylli Obrony Wybrzeża w Świnoujściu. Została tam przeholowana już wcześniej, 13 czerwca, i odstawiona do stoczni „Gryfia”, gdzie przystosowano jej pomieszczenia dla mniejszej, według etatu stuosobowej załogi. Następnie stacjonowała w Basenie Węglowym, a później Kanale Piastowskim, wykonując zadania z zakresu obrony przeciwlotniczej i szkolenia specjalistów. Była też wykorzystywana jako hulk mieszkalny. W 1974 roku, wobec niecelowości dalszego użytkowania jednostki w roli baterii przeciwlotniczej i wraz z pogarszającym się stanem technicznym pełniącej funkcję okrętu muzeum w Gdyni „Burzy”, zapadła decyzja o zastąpieniu jej w tej roli przez „Błyskawicę”. Rozkazem szefa Sztabu Generalnego Wojska Polskiego nr 086/org. z 22 listopada 1974 roku, z początkiem 1975 roku niszczyciel został skreślony z listy floty.
W okresie od 1947 do 1974 roku „Błyskawicą” dowodzili następujący oficerowie:
- 20 czerwca 1947 – 20 lipca 1947: kmdr ppor. Bolesław Romanowski
- 21 lipca 1947 – maj 1948: kmdr ppor. Wacław Krzywiec
- maj 1948 – 4 lipca 1950: kmdr ppor. Zbigniew Węglarz
- 4 lipca 1950 – 25 października 1952: kmdr ppor. Zdzisław Studziński
- 25 października 1952 – 23 listopada 1954: kpt. mar. Stanisław Mielczarek
- 23 listopada 1954 – 18 stycznia 1957: kpt. mar. Hieronim Kubera
- 6 lutego 1957 – 18 sierpnia 1962: por. mar. Kryspin Lech
- 18 sierpnia 1962 – 15 lipca 1963: kpt. mar. Tadeusz Morzycki
- 12 września 1963 – sierpień 1967: kpt. mar. Józef Żywczak
- sierpień 1967 – 1968: kmdr ppor. Bolesław Kilans
- 1969 – 1974: kpt. mar. Zenon Sawa[54]

## Okręt muzeum

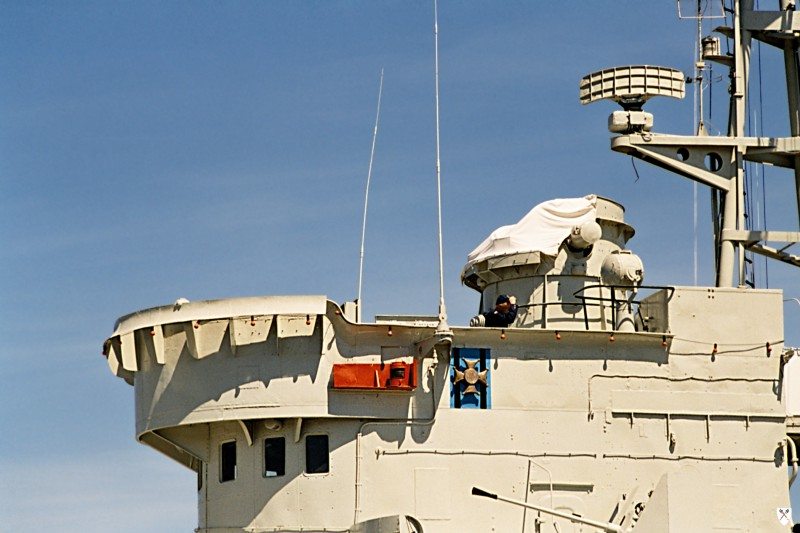
Pomost dowodzenia „Błyskawicy” z widocznym Krzyżem Orderu Virtuti Militari

Wieczorem 6 listopada 1974 roku „Błyskawica” na holu okrętu ratowniczego „Piast” powróciła do Gdyni i zacumowała przy burcie „Burzy”. W następnym roku poddano ją przebudowie na okręt muzeum w Stoczni Marynarki Wojennej. Projekt adaptacji przygotował inżynier Władysław Kuś, a aranżację wnętrz wystawowych inżynier Edmund Roszak. W ramach przebudowy dziobowe pomieszczenia wraz z mesą oficerską zostały przekształcone w reprezentacyjny Salon Kaprów, w pomieszczeniach rufowych utworzono sale wystawowe, zmodernizowano trapy i zejściówki, a trasę dla zwiedzających poprowadzono między innymi przez pomieszczenia siłowni: obie maszynownie, kocioł nr 3 i kotłownię nr 2. Pod koniec 1975 roku zakonserwowano w suchym doku część podwodną i zdjęto śruby napędowe, a pozostałe prace stoczniowe wykonano do 24 kwietnia 1976 roku, gdy okręt został zacumowany w basenie nr 1 (Basen Prezydenta) portu gdyńskiego, przy Molo Południowym. 1 maja tegoż roku rozpoczęto pierwszy sezon wystawienniczy, jako dział Muzeum Marynarki Wojennej w Gdyni. „Błyskawica” jest najstarszym zachowanym niszczycielem na świecie i należy do stosunkowo nielicznych zachowanych weteranów II wojny światowej.

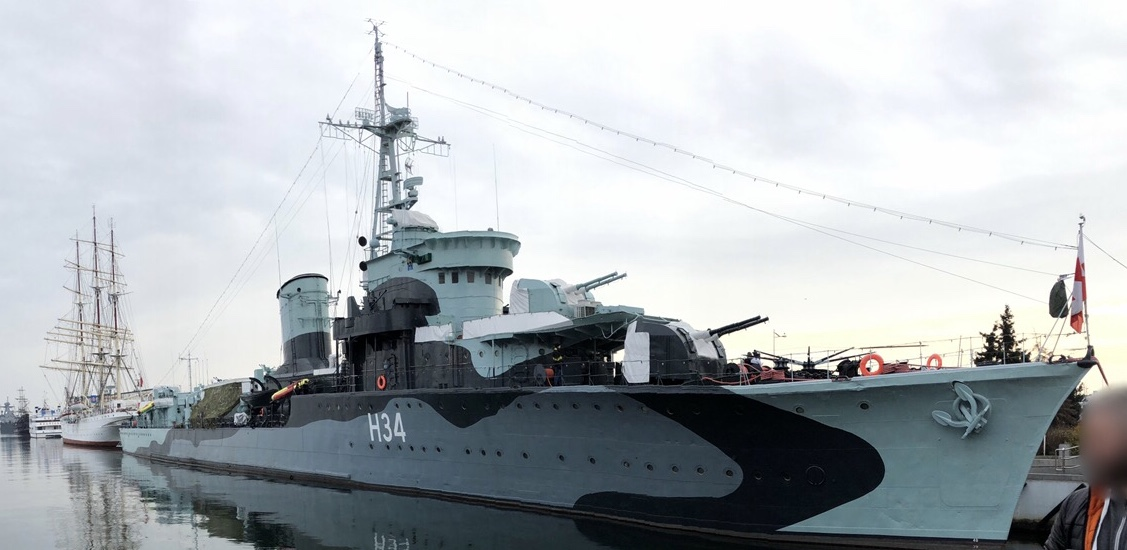
ORP „Błyskawica” przy kei na Molo Południowym w Gdyni podczas pikniku marynarskiego z okazji stulecia Marynarki Wojennej, 25 listopada 2018

Trasa dla zwiedzających przebiega po pokładzie, gdzie znajdują się uzbrojenie artyleryjskie i torpedowe, w tym eksponowana w przekroju torpeda wz. 53-39, zdwojone działo przeciwlotnicze Bofors 40 mm, miny morskie wz. 08/39, miotacze (radzieckie typu BMB-2 oraz oryginalne Thornycrofta) i zrzutnie bomb głębinowych, a także urządzenia kotwiczne na dziobie oraz pod pokładem, w tym przez pomieszczenia siłowni, radiostacji rufowej i mieszkalne podoficerów. Stała ekspozycja w salach wystawowych przedstawia dzieje obecności Polski na morzu od czasów kaprów po współczesne. W latach 70. i 80. okręt zwiedzało po około 200 tysięcy osób rocznie, w 1986 roku odnotowano liczbę najwyższą: 292 tysiące. W latach późniejszych frekwencja zmniejszyła się, na przykład w 1995 roku sprzedano nieco ponad 70 tysięcy biletów. W maju 1979 roku na pokładzie znalazł się milionowy zwiedzający, w sierpniu 1983 roku – dwumilionowy, w sierpniu 1988 roku – trzymilionowy, 23 lipca 1997 roku – czteromilionowy, a 26 sierpnia 2005 roku – pięciomilionowy. Od tamtego czasu zrezygnowano z szarego malowania burt niszczyciela, przywracając mu kamuflaże z okresu II wojny światowej. Pierwszy taki kamuflaż i namalowany numer burtowy H34 „Błyskawica” otrzymała w 1994 roku z okazji 50-lecia lądowania w Normandii. Na przełomie ostatniej dekady XX i pierwszej XXI wieku był to kamuflaż odpowiadający wyglądowi okrętu z okresu działań na północnym Atlantyku z lat 1943–1944, po remoncie z 2004 roku pomalowano „Błyskawicę” na wzór odpowiadający okresowi operowania na Morzu Śródziemnym w roku 1942. W czerwcu 2009 roku, po remoncie, okręt otrzymał malowanie z okresu inwazji w Normandii. W 2012 roku, po zimowym pobycie w stoczni „Nauta”, okręt otrzymał nowy kamuflaż.
28 czerwca 1987 roku, w 50. roku swojej służby pod biało-czerwoną banderą, Rada Państwa „w uznaniu zasług z walce z faszyzmem niemieckim i upowszechniania osiągnięć Polskiej Marynarki Wojennej” odznaczyła ORP „Błyskawica” Krzyżem Złotym Orderu Virtuti Militari. Uroczystego aktu dekoracji dokonał minister obrony narodowej, gen. armii Florian Siwicki. W jubileuszu wzięła udział delegacja Floty Bałtyckiej z kontradm. M. Putincewem. Uchwałą Rady Państwa osiemnastu byłych członków załóg „Błyskawicy” zostało odznaczonych Medalami „Za udział w wojnie obronnej 1939”. „Błyskawica” jest jedynym polskim okrętem odznaczonym orderem Virtuti Militari.
Z kolei w 50. rocznicę udziału załogi niszczyciela w odpieraniu nalotu na Cowes, w 1992 roku, okręt otrzymał tablicę pamiątkową, ufundowaną przez radę brytyjskiego miasta. 28 czerwca 2006 roku zostało podpisane porozumienie o współpracy pomiędzy „Błyskawicą” a kanadyjskim niszczycielem „Haida”, zachowanym jako okręt muzeum w Hamilton. Obie jednostki wchodziły podczas wojny w skład 10. Flotylli Niszczycieli i brały udział w bitwie pod Ushant i ataku na niemiecki konwój koło Île de Groix. Dzień wcześniej na pokładzie „Błyskawicy” odbył się koncert Królewskiej Orkiestry Ministerstwa Obrony Kanady i Orkiestry Reprezentacyjnej MW, a na ulicach Gdyni pokaz musztry paradnej.
25 listopada 2007 roku, w 70. rocznicę podniesienia bandery, „Błyskawica” otrzymała prestiżową nagrodę Maritime Heritage Award, przyznawaną dorocznie przez The World Ship Trust za wybitny wkład w historię morską świata. Wcześniej podobnie uhonorowane zostały między innymi „Victory”, „Vasa”, „Mary Rose”, „Constitution” i „Mikasa”. Na uroczystości wręczenia nagrody obecni byli przedstawiciele The World Ship Trust z jego przewodniczącym, lordem Ambrosem Greenwayem, oraz delegacja miasta Cowes. 25 listopada 2012 roku, w 75. rocznicę podniesienia bandery, „Błyskawica” została udekorowana Medalem „Pro Memoria”.
W maju 2018 roku na wodach Zatoki Gdańskiej z pokładu okrętu oddano 21 strzałów salwy honorowej na 100-lecie utworzenia Marynarki Wojennej. W marcu 2021 okręt trafił na 3 miesiące do Stoczni Wojennej celem przeprowadzenia prac konserwatorskich (remontu dokowego, łącznie z częścią podwodną) o wartości ponad 7 mln zł.
Oprócz funkcji muzealnej „Błyskawica” pełni też rolę reprezentacyjną: na jej pokładzie odbywają się ważne uroczystości, jak na przykład przejęcie zwierzchnictwa nad Siłami Zbrojnymi przez prezydenta Aleksandra Kwaśniewskiego 23 grudnia 2000 roku czy przekazanie obowiązków Dowódcy Marynarki Wojennej admirałowi Romanowi Krzyżelewskiemu 26 września 2003 roku. W Salonie Kaprów podejmowane są ważne osobistości goszczące w Gdyni, między innymi 3 czerwca 1998 roku gościł na niszczycielu profesor Zbigniew Kabata, a 17 sierpnia 2000 roku kontradmirał w stanie spoczynku Romuald Nałęcz-Tymiński. Na „Błyskawicy” odbywają się promocje oficerskie podchorążych Akademii Marynarki Wojennej, wręczane są awanse i odznaczenia. W dniach 1–2 lipca 1997 roku, w związku z 60. rocznicą służby okrętu pod polską banderą, na jego pokładzie odbyła się konferencja naukowa poświęcona historii i dniu dzisiejszemu „Błyskawicy”. W roku 1998, w ramach obchodów 80-lecia Marynarki Wojennej, zorganizowano między innymi spotkanie admirała Ryszarda Łukasika z kombatantami i kadrą floty oraz premierę serii całostek pocztowych poświęconych Marynarce Wojennej. 1 września 2001 roku, w związku z kolejną rocznicą wybuchu II wojny światowej, na okręcie spotkali się zaproszeni kombatanci z Polski, Niemiec i Wielkiej Brytanii. Innymi, mniej oficjalnymi wydarzeniami odbywającymi się na „Błyskawicy” są promocje książek o tematyce marynistycznej i wojennomorskiej, spotkania z kombatantami czy pasowania na uczniów pierwszoklasistów miejscowych szkół. Mimo swojego statusu, jako okrętu muzeum, „Błyskawica” ma stałą załogę, pełniącą wachty w systemie całodobowym (m.in. 3 czerwca 2002 r. marynarze „Błyskawicy” uratowali mężczyznę tonącego w Basenie Prezydenta).
Dowódcy okrętu muzeum:
- 1974–1979: kmdr ppor. Zbigniew Strych
- 1979–1982: kmdr ppor. Władysław Łomża
- 1982–1990: kpt. mar. Mieczysław Waryszak
- 1990–2002: kmdr por. Lesław Paprocki
- 2002–2017: kmdr por. Jerzy Łubkowski[115]
- 2017–2022: kmdr por. Walter Jarosz[149]
- od 2022: kmdr por. Paweł Ogórek[150].

Od 1985 roku istnieje Towarzystwo Przyjaciół Okrętu Muzeum „Błyskawica”, powstałe przy współudziale redakcji miesięcznika „Morze”. Jego głównym celem jest zbiórka środków i propagowanie idei zachowania niszczyciela jako obiektu muzealnego i pamiątki narodowej dla przyszłych pokoleń. Bliźniacze stowarzyszenie: Friends of the ORP Błyskawica Society, działa w Cowes.

## Błyskawica w kulturze
„Błyskawica” była i jest obecna w literaturze marynistycznej. Swoje wojenne wspomnienia opublikowali między innymi służący na niej: Wieńczysław Kon (Atlantyckie patrole, 1958) i Wincenty Cygan (Granatowa załoga, 1955, reedycja 2011). Nakładem Wydawnictwa Morskiego w 1969 roku ukazała się w serii Miniatury Morskie – Polskie Tradycje Morskie książka Jerzego Pertka Niszczyciele „Grom” i „Błyskawica”, a w 1970 roku w serii Biblioteczka „Morza” książka Władysława Szczerkowskiego ORP „Błyskawica” (wydanie II 1979). W 1981 roku w serii Biblioteka Żółtego Tygrysa opublikowano książkę Andrzeja Kuczery Na pokładzie „Błyskawicy”. Niszczycielowi była również poświęcona szósta broszurka z serii Typy Broni i Uzbrojenia z 1970 roku. Wyrazem innego rodzaju obecności okrętu w kulturze masowej jest wprowadzenie do obiegu przez Narodowy Bank Polski 26 kwietnia 2012 roku monety okolicznościowej o nominale 2 złotych Niszczyciel „Błyskawica”, rozpoczynającej serię Polskie okręty. Jej oficjalna premiera („wodowanie”) odbyła się 28 kwietnia na pokładzie niszczyciela. „Błyskawica” znalazła się także na znaczkach pocztowych: o nominale 40 groszy wydanym w 1963 roku w serii „XX-lecie Ludowego Wojska Polskiego” (Fischer 1278a) i 60 groszy, wydanym w 1968 roku w serii „XXV-lecie Ludowego Wojska Polskiego” (Fischer 1733), w nakładzie 7 000 000 sztuk. „Błyskawica” jest także dostępna w grze komputerowej World of Warships